# Tour d'Italie féminin 2016
La 27e édition du Tour d'Italie féminin (Giro Rosa en italien) a lieu du 1er au 10 juillet 2016. La course fait partie de l'UCI World Tour féminin. Il est au total constitué d'un prologue et de neuf étapes comportant à la fois de la plaine et de la haute montagne. Seule l'Italie du Nord est parcourue. Le départ a lieu à Gaiarine et l'arrivée finale à Verbania. Le passage du col du Mortirolo lors de la cinquième étape constitue un moment fort de l'épreuve. Un contre-la-montre de vingt-deux kilomètres lors de la septième étape doit permettre de connaître le vainqueur.
Les favorites sont la tenante du titre Anna van der Breggen, la Polonaise Katarzyna Niewiadoma, les Américaines Megan Guarnier, Evelyn Stevens et Mara Abbott, ainsi que la championne du monde Elizabeth Armitstead, la Britannique Emma Pooley et l'ancienne vainqueur Claudia Lichtenberg.
Après un prologue remporté par Leah Kirchmann. Après une première étape où Giorgia Bronzini s'impose au sprint et où Megan Guarnier s'empare du maillot rose, l'arrivée en côte de la deuxième étape permet à Evelyn Stevens de prendre la tête de la course durant trois journées. Les deux étapes suivantes se concluent par des sprints massifs où les Australienne Tiffany Cromwell puis Chloe Hosking se montrent les plus rapides. L'ascension du col du Mortirolo lors de la cinquième étape redéfinie le classement général. Mara Abbott gagne l'étape et le maillot rose, tandis qu'Evelyn Stevens retombe à la sixième place. Cette dernière se replace dès le lendemain en remportant l'arrivée en côte à Alassio. Megan Guarnier deuxième de l'étape, récupère définitivement le maillot rose. Le contre-la-montre du lendemain confirme la hiérarchie et voit Evelyn Stevens lever les bras une troisième fois. Giorgia Bronzini gagne le sprint de la huitième étape. Une échappée se détache lors de l'ultime étape, Thalita de Jong prend le dessus sur ses partenaires dans la dernière ascension pour s'imposer en solitaire.
Le podium final est Megan Guarnier, Evelyn Stevens, Anna van der Breggen. La première remporte également le classement par points. Katarzyna Niewiadoma est la meilleure jeune, Elisa Longo Borghini la meilleure grimpeuse. Le classement annexe de la meilleure Italienne est remporté par Tatiana Guderzo.

## Présentation

### Parcours
Le parcours du Tour d'Italie 2016 est dévoilé en mars. Cette édition comporte un prologue et neuf étapes. Elle démarre en Vénétie avec un prologue plat long de deux kilomètres à Gaiarine. Le lendemain, la première étape relie cette dernière ville à San Fior et se destine aux sprinters. La deuxième étape se déroule en Frioul-Vénétie Julienne entre les villes voisines de Tarcento et Montenars. La côte de l'arrivée est certes relativement facile avec 4,7 % de moyenne, elle est toutefois longue de 5,8 km. L'étape suivante est la plus longue de l'épreuve. Plate, elle se dispute également entre des villes proches : Montagnana et Lendinara proche de Padoue. La quatrième étape se déroule sur les bords du Lac d'Iseo avec un départ à Costa Volpino et une arrivée à Lovere. Malgré le relief environnant l'étape est plate. La première étape de montagne a lieu un peu plus au nord le lendemain entre Grosio et Tirano avec le passage du versant le plus difficile du col du Mortirolo dans son final,.
L'épreuve quitte ensuite la Lombardie pour arriver en Ligurie. La sixième étape relie Andora au sanctuaire voisin de Nostra Signora della Guardia à Alassio et est montagneuse. Elle ne compte pas moins de quatre ascensions répertoriées avec un final en côte. Celle-ci est longue de 7,4 km avec une moyenne de 7,7 %. Ses deux derniers kilomètres présentent une pente de 13,5 %. Le contre-la-montre du lendemain est long de vingt-deux kilomètres et également quasiment plat. Il va d'Albisola Superiore à Varazze. Le parcours retourne plus au nord, dans la banlieue milanaise avec une étape plate entre Rescaldina et Legnano. L'ultime étape se dispute en circuit autour de Verbania dans les Alpes. Une côte est placée sur le parcours peu avant l'arrivée.
Le circuit présente de nombreuses similitudes avec celui de l'édition précédente. Pas moins de quatre communes étaient déjà villes étapes en 2015 : Gaiarine, San Fior, Varazze et Verbania. Le parcours 2015 a également longé le Lac d'Iseo et avait une étape en circuit en région milanaise. La principale différence est que l'arrivée finale ne se dispute par à San Domenico di Varzo comme en 2014 et 2015. Les profils des étapes les plus vallonnées sont représentés :

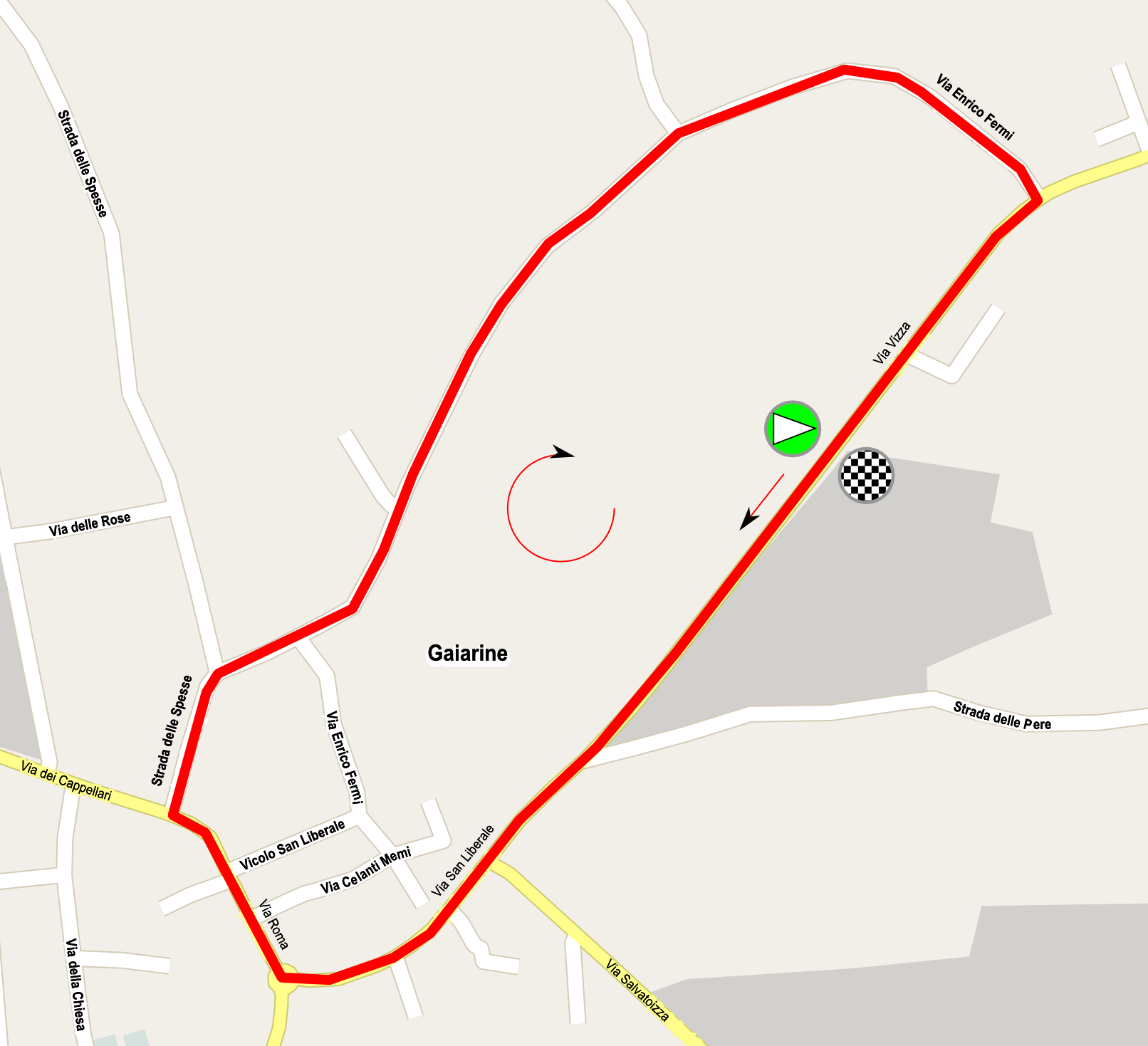
Prologue
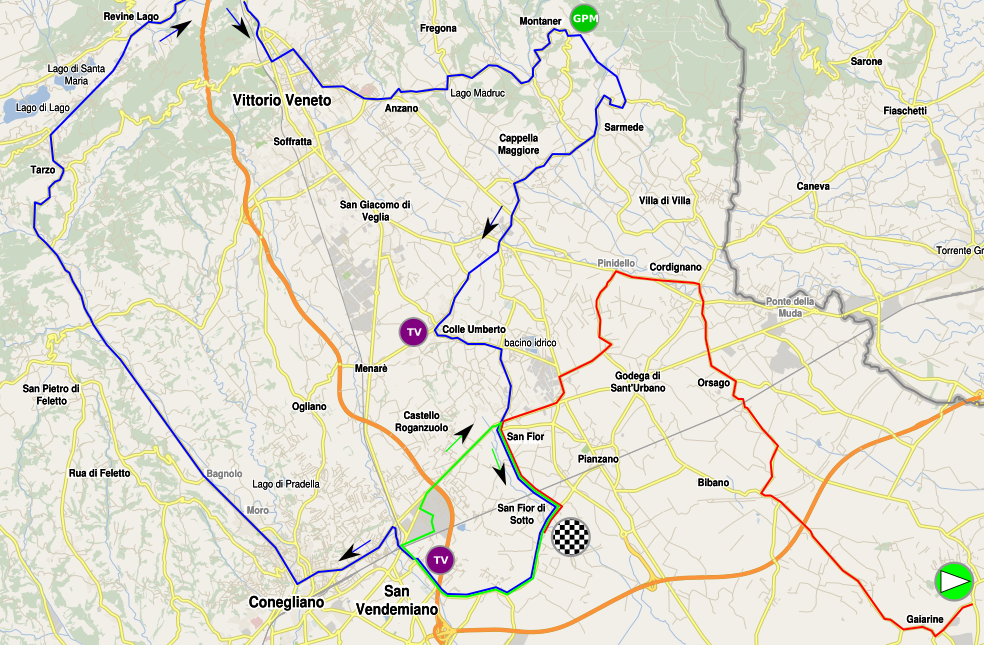
Première étape  - Partie en ligne de la course, du départ au premier passage sur la ligne - Circuit no 1, 13,6 km, parcouru 2 fois - Circuit no 2, 56,9 km, parcouru 1 fois
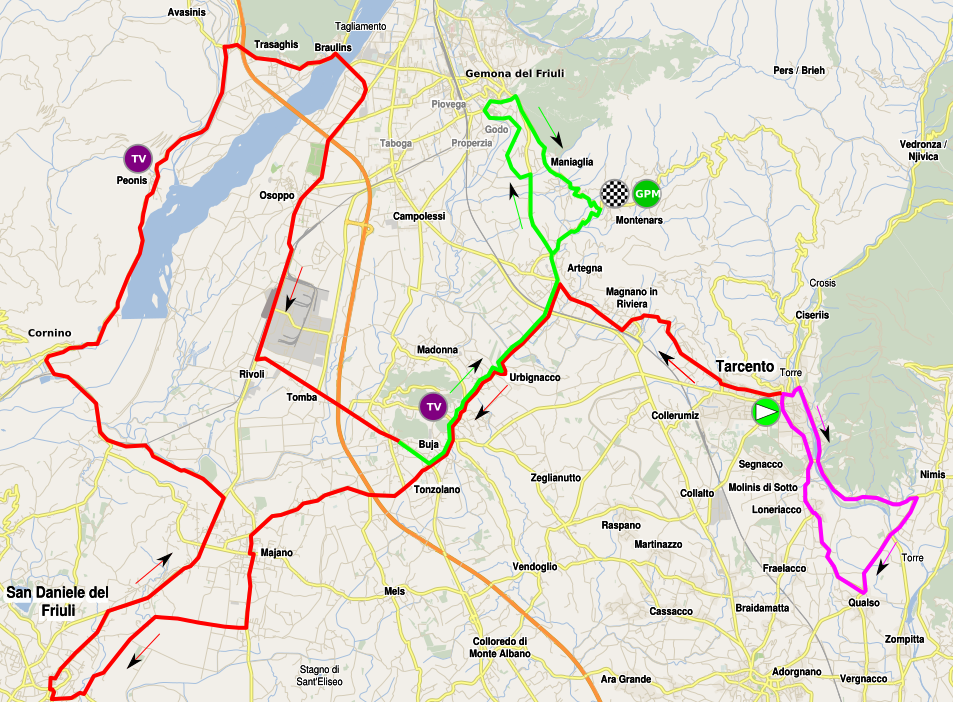
Deuxième étape  - Circuit initial, parcouru deux fois - Partie en ligne de la course - Final, deux passages sur la ligne d'arrivée
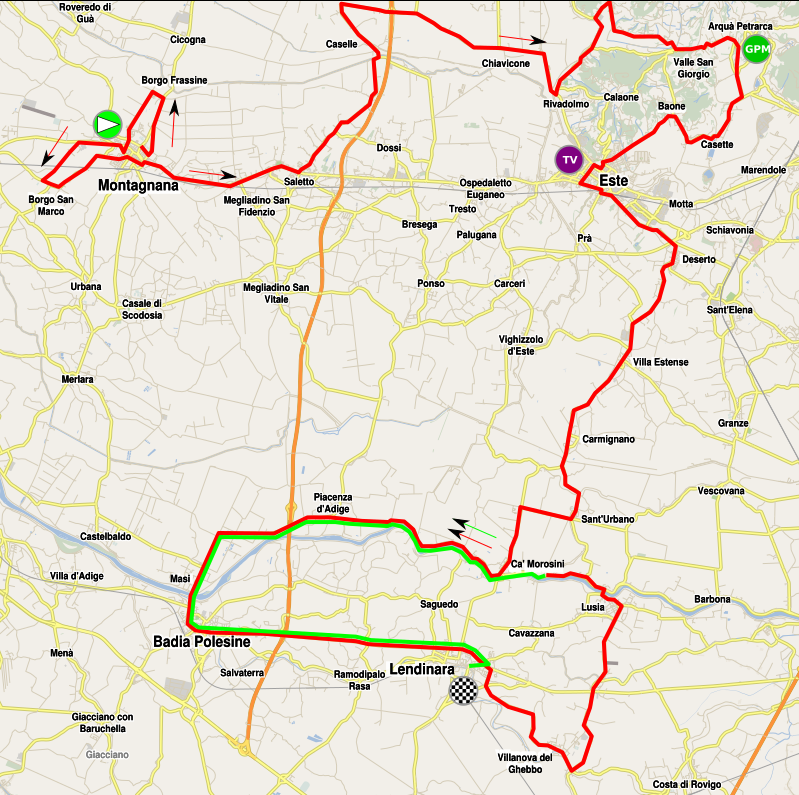
Troisième étape  - Partie en ligne de la course - Final
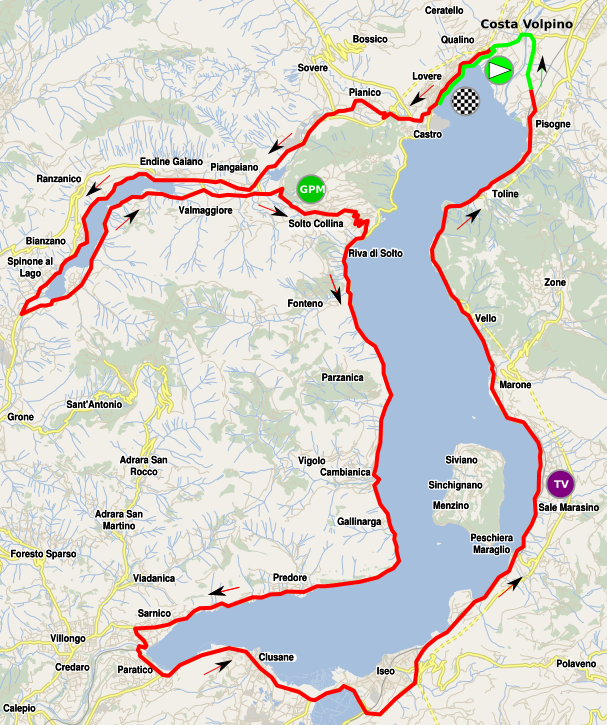
Quatrième étape  - Partie en ligne de la course - Final
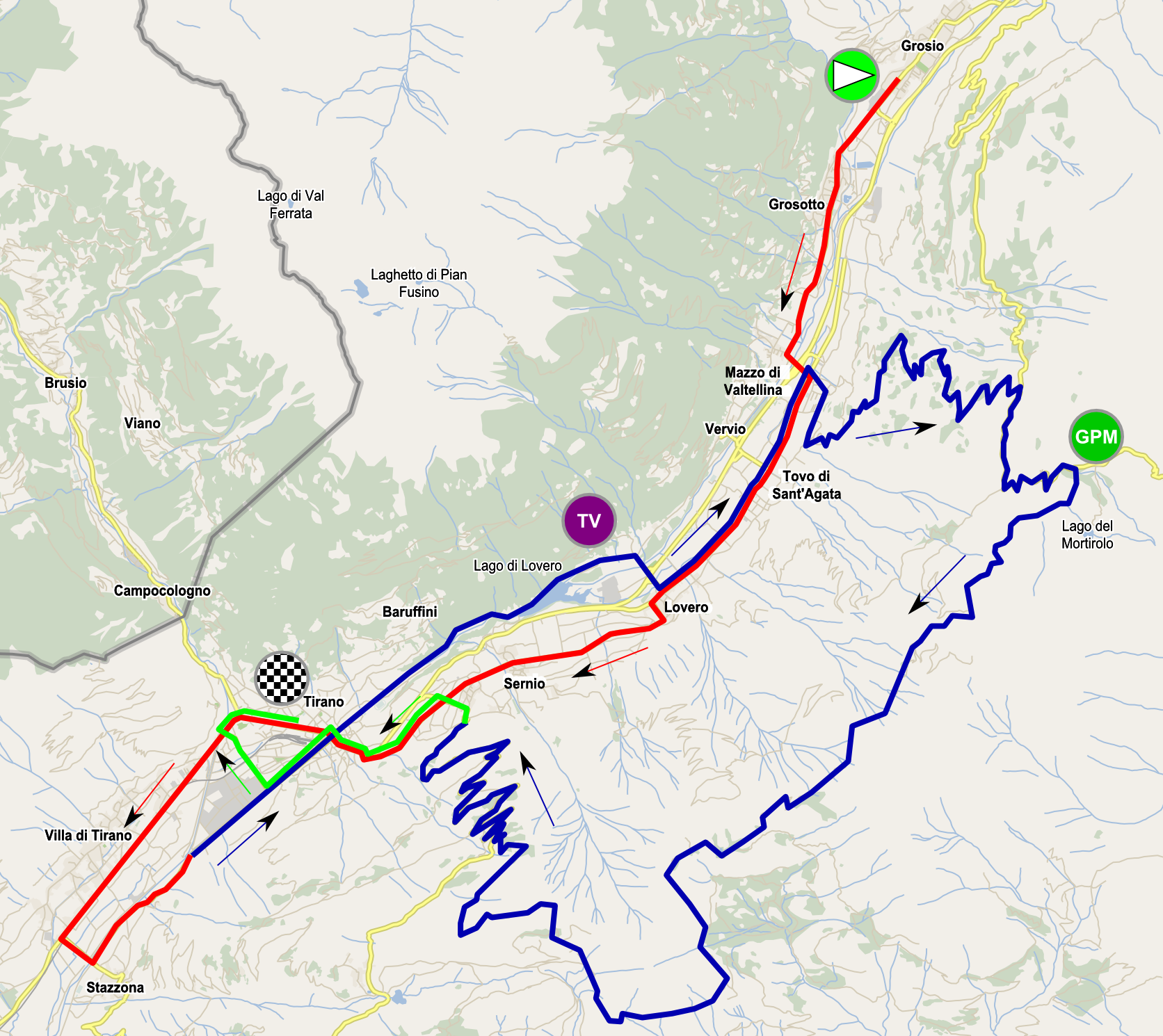
Cinquième étape  - Début du parcours - Deuxième partie du parcours - Final
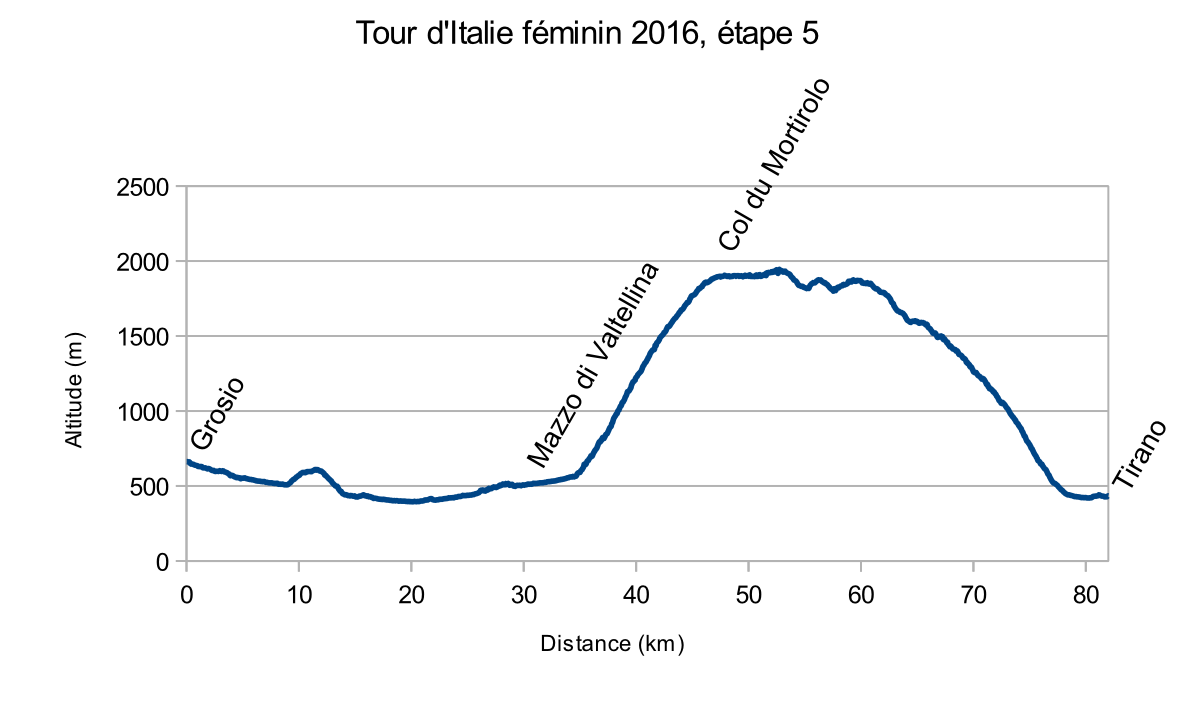
Profil de la cinquième étape
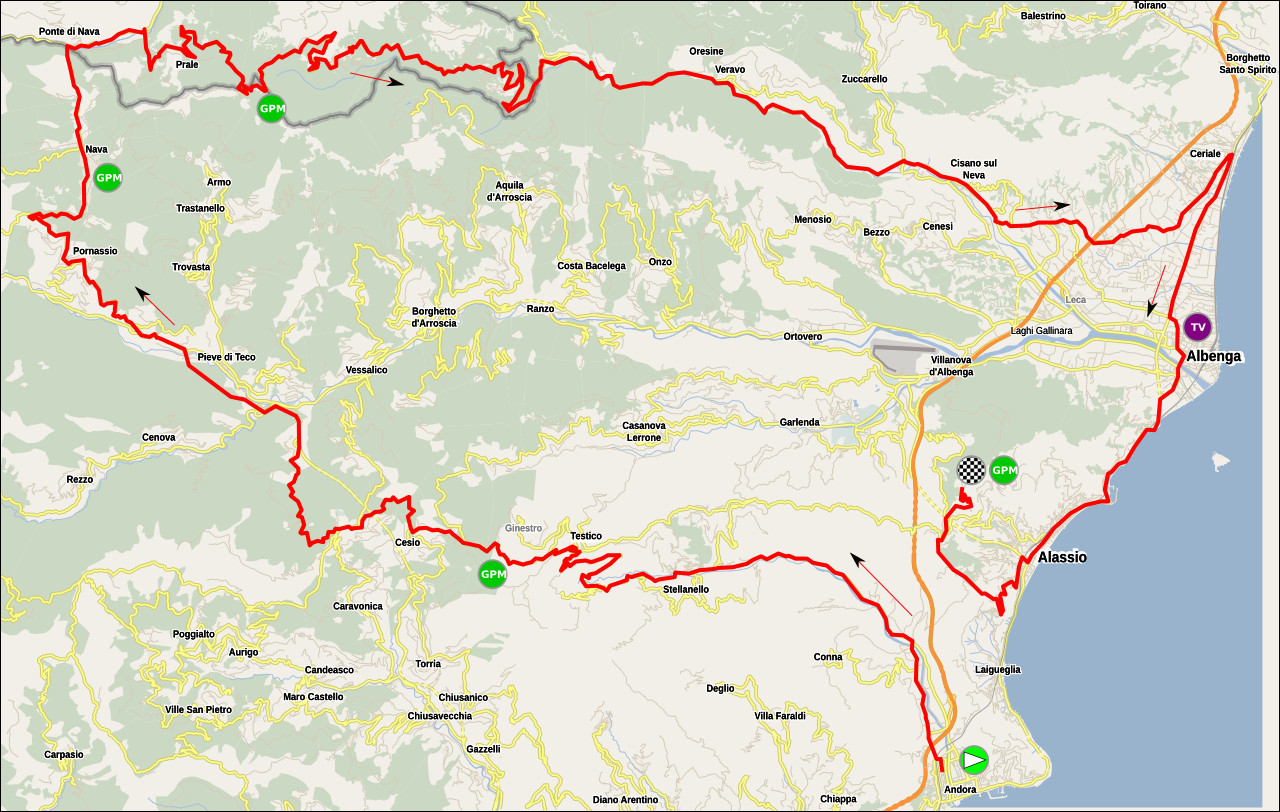
Sixième étape  - Partie en ligne de la course
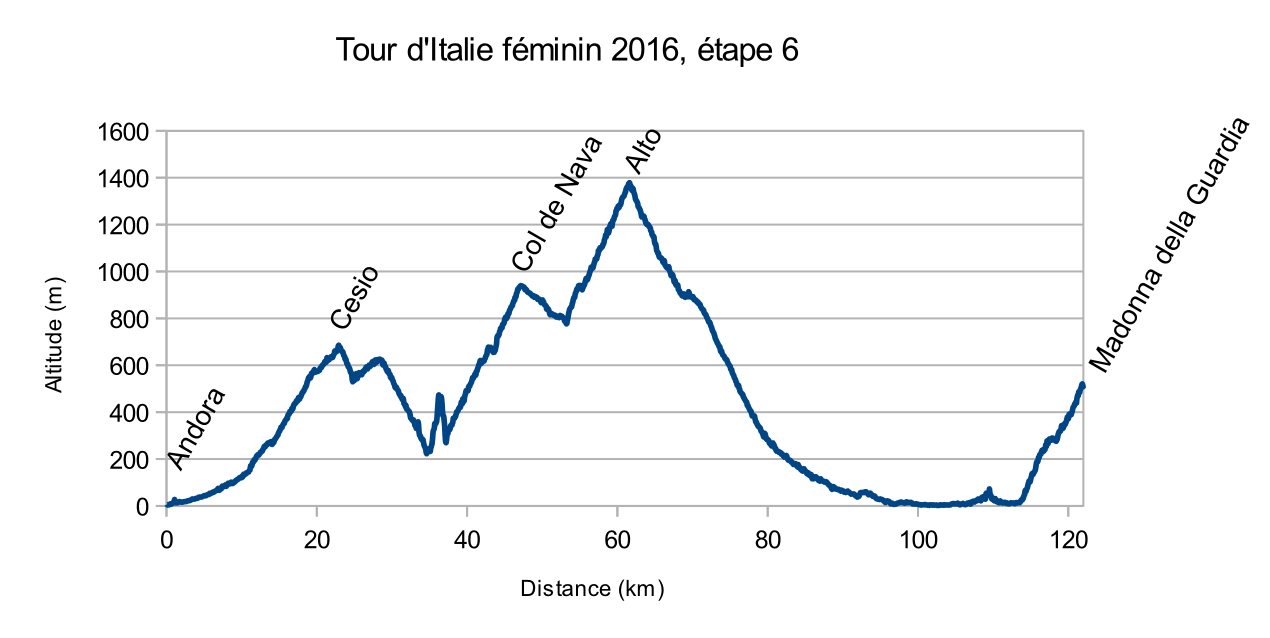
Profil de la sixième étape
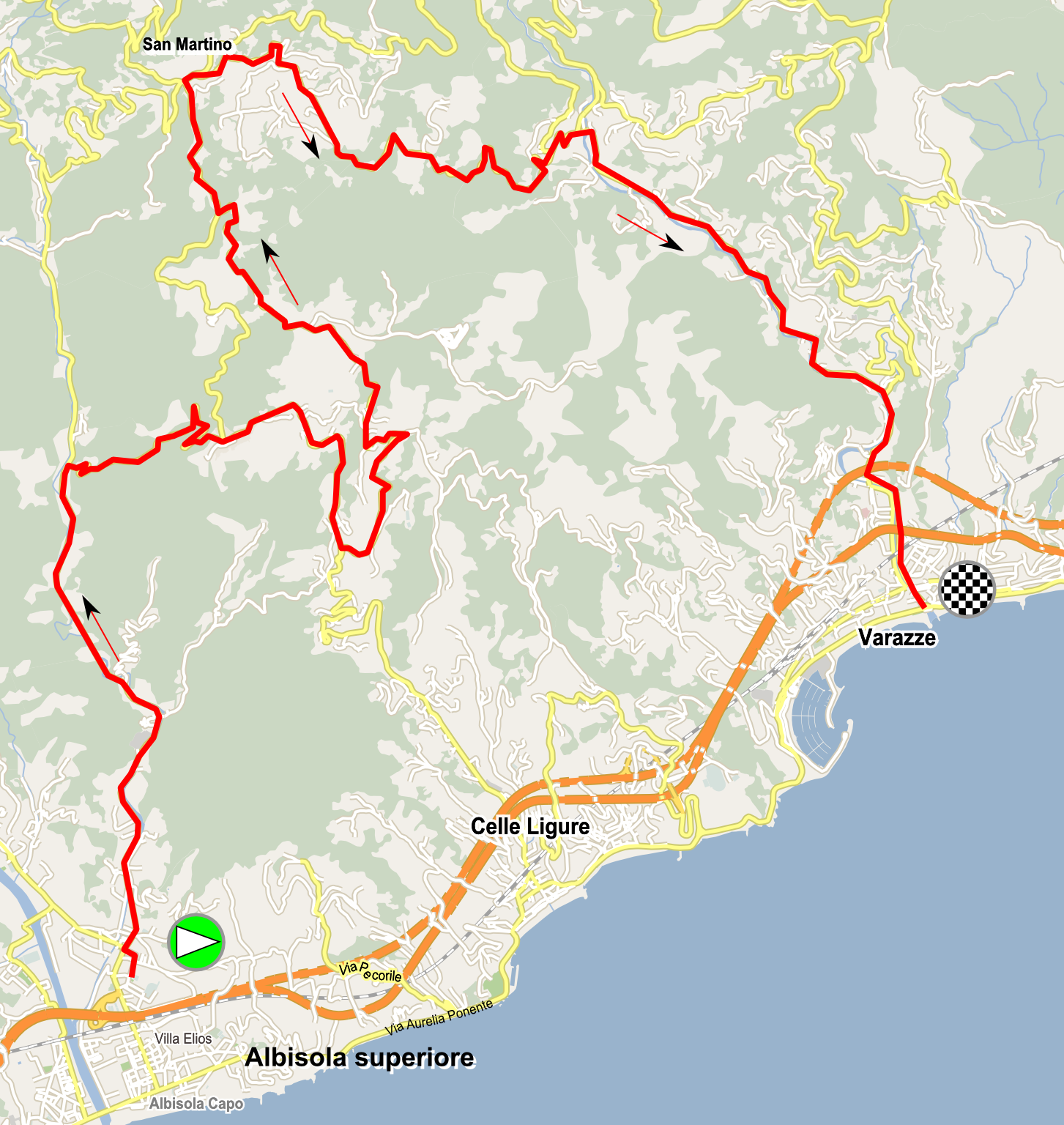
Septième étape, contre-la-montre  - Partie en ligne de la course
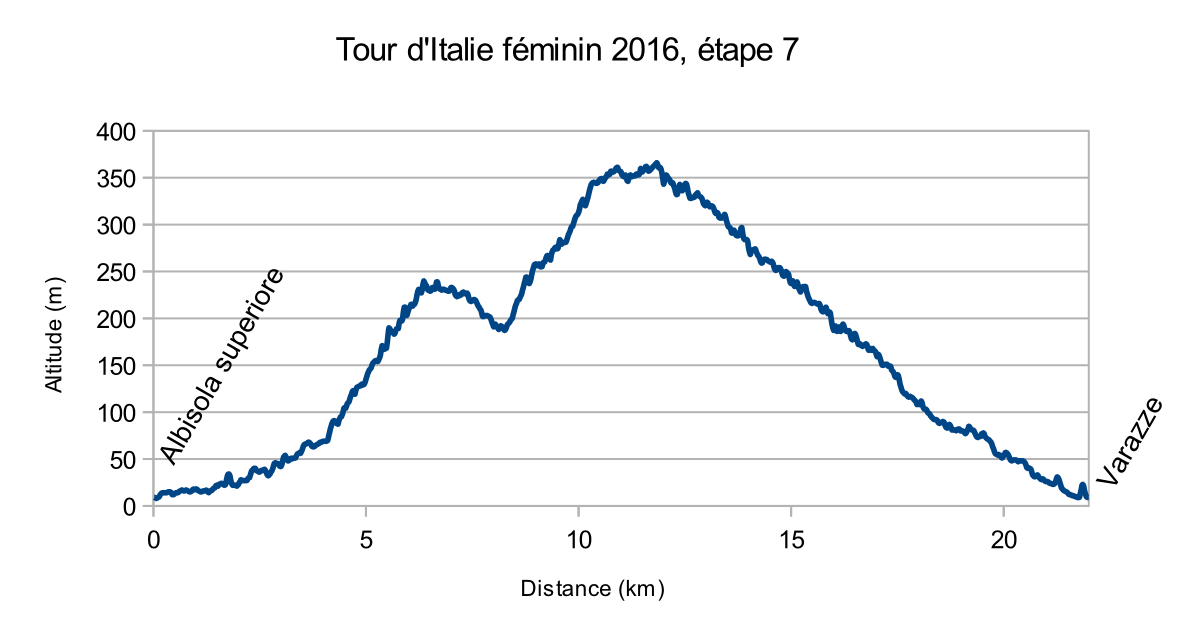
Profil de la septième étape
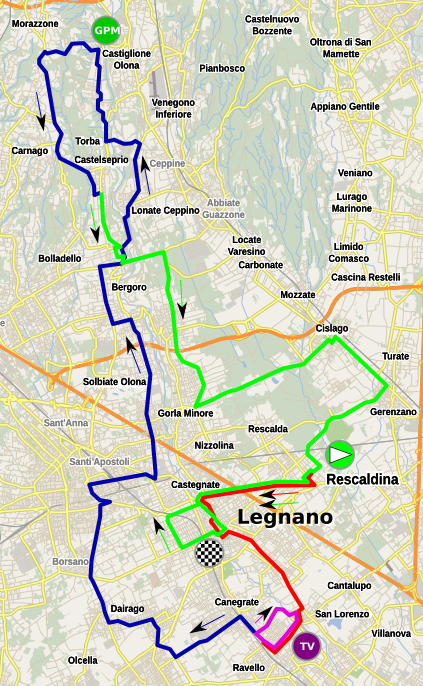
Huitième étape  - Début du parcours - Circuit no 1, 4,7 km, parcouru 1 fois - Deuxième partie du parcours - Final, avec circuit final
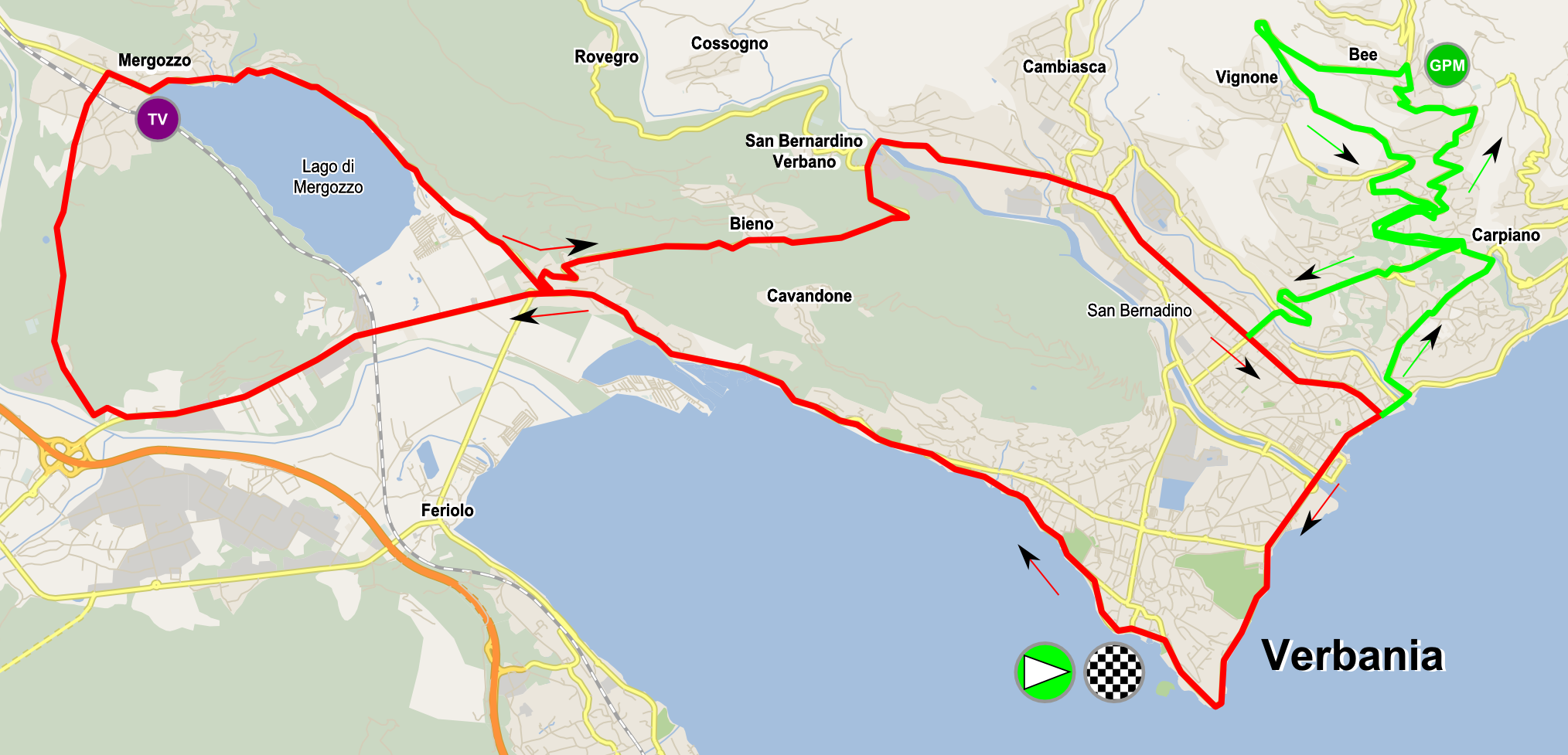
Neuvième étape  - Circuit principal, 30 km, parcouru 2 fois seul puis une fois avec la boucle supplémentaire - Boucle supplémentaire dans le dernier tour, 14,8 km
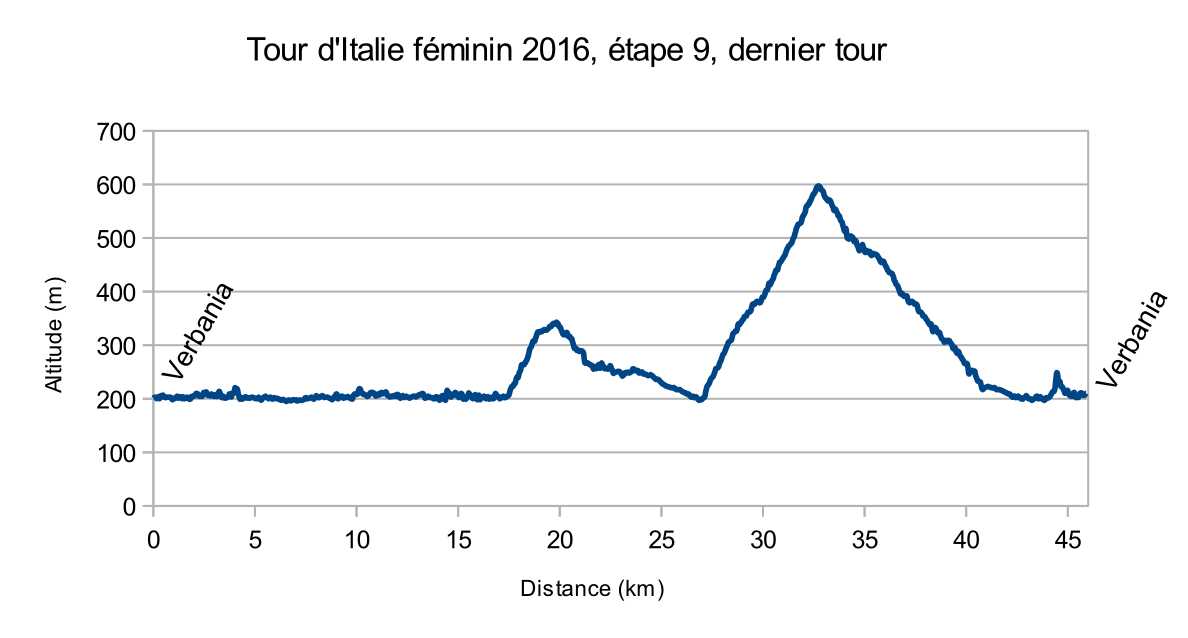
Profil du dernier tour de la neuvième étape

### Équipes
Les équipes invitées sont connues mi-mai. L'épreuve accueille vingt-quatre formations UCI. Les sept équipes italiennes UCI sont présentes. Parmi les absentes, on peut noter la formation australienne Orica-AIS numéro cinq mondiale en 2015.
Chaque équipe doit être composée d'entre quatre et six coureuses, contrairement aux années précédentes où jusqu'à huit coureuses par équipes étaient autorisées.
| Équipes UCI        | Équipes UCI | Équipes UCI |
| Nom de l'équipe    | Pays        | Code        |
| ------------------ | ----------- | ----------- |
| Alé Cipollini      | Italie      | ALE         |
| Aromitalia Vaiano  | Italie      | VAI         |
| Astana Women's     | Kazakhstan  | ASA         |
| Bepink             | Italie      | BPK         |
| Bizkaia-Durango    | Espagne     | BDP         |
| Boels Dolmans      | Pays-Bas    | DLT         |
| BTC City Ljubljana | Slovénie    | BTC         |
| Canyon-SRAM Racing | Allemagne   | LPR         |

| Équipes UCI             | Équipes UCI | Équipes UCI |
| Nom de l'équipe         | Pays        | Code        |
| ----------------------- | ----------- | ----------- |
| Cervélo Bigla           | Suisse      | CBT         |
| Cylance                 | États-Unis  | CPC         |
| Hagens Berman-Supermint | États-Unis  | HBS         |
| Hitec Products          | Norvège     | HPU         |
| Inpa Bianchi            | Italie      | ISG         |
| Lensworld-Zannata       | Belgique    | LZE         |
| Liv-Plantur             | Pays-Bas    | TLP         |
| Lointek                 | Espagne     | LTK         |

| Équipes UCI                     | Équipes UCI | Équipes UCI |
| Nom de l'équipe                 | Pays        | Code        |
| ------------------------------- | ----------- | ----------- |
| Lotto Soudal                    | Belgique    | LBL         |
| Poitou-Charentes.Futuroscope.86 | France      | FUT         |
| Rabo Liv Women                  | Pays-Bas    | RBW         |
| SC Michela Fanini Rox           | Italie      | MIC         |
| Servetto Footon                 | Italie      | SEF         |
| Top Girls Fassa Bortolo         | Italie      | TOG         |
| Xirayas de San Luis             | Argentine   | XSL         |
| Wiggle High5                    | Royaume-Uni | WHT         |

### Organisation et règlement de la course

#### Comité d'organisation
L'épreuve est organisée par l'association 4 Erre ASD. L'association et le comité d'organisation sont présidés par Giuseppe Rivolta. Les directeurs de la course sont Bruno Righetti et Angelo Salvatore Letizia.

#### Incidents de course
Le règlement de la course permet à une coureuse victime d'un accident de course dans les trois derniers kilomètres d'une étape et qui se verrait retardée pour cette raison de ne pas perdre de temps au classement général. La règle ne s'applique pas aux étapes arrivant à Montenars et à Alassio.

#### Délais
Lors d'une course cycliste, les coureuses sont tenus d'arriver dans un laps de temps imparti déterminé à partir du temps de la première pour pouvoir être classées. Ces délais sont variables selon la difficulté d'une étape, une étape plus difficile bénéficiant d'un pourcentage de délais plus important. Lors de cette édition du Tour d'Italie féminin, les délais prévus sont de 20 % sur les 1re, 3e, 4e, 7e, 8e et 9e étapes et de 35 % sur les 2e, 5e et 6e étapes. Aucun délai ne s'applique au prologue.

#### Classements et bonifications

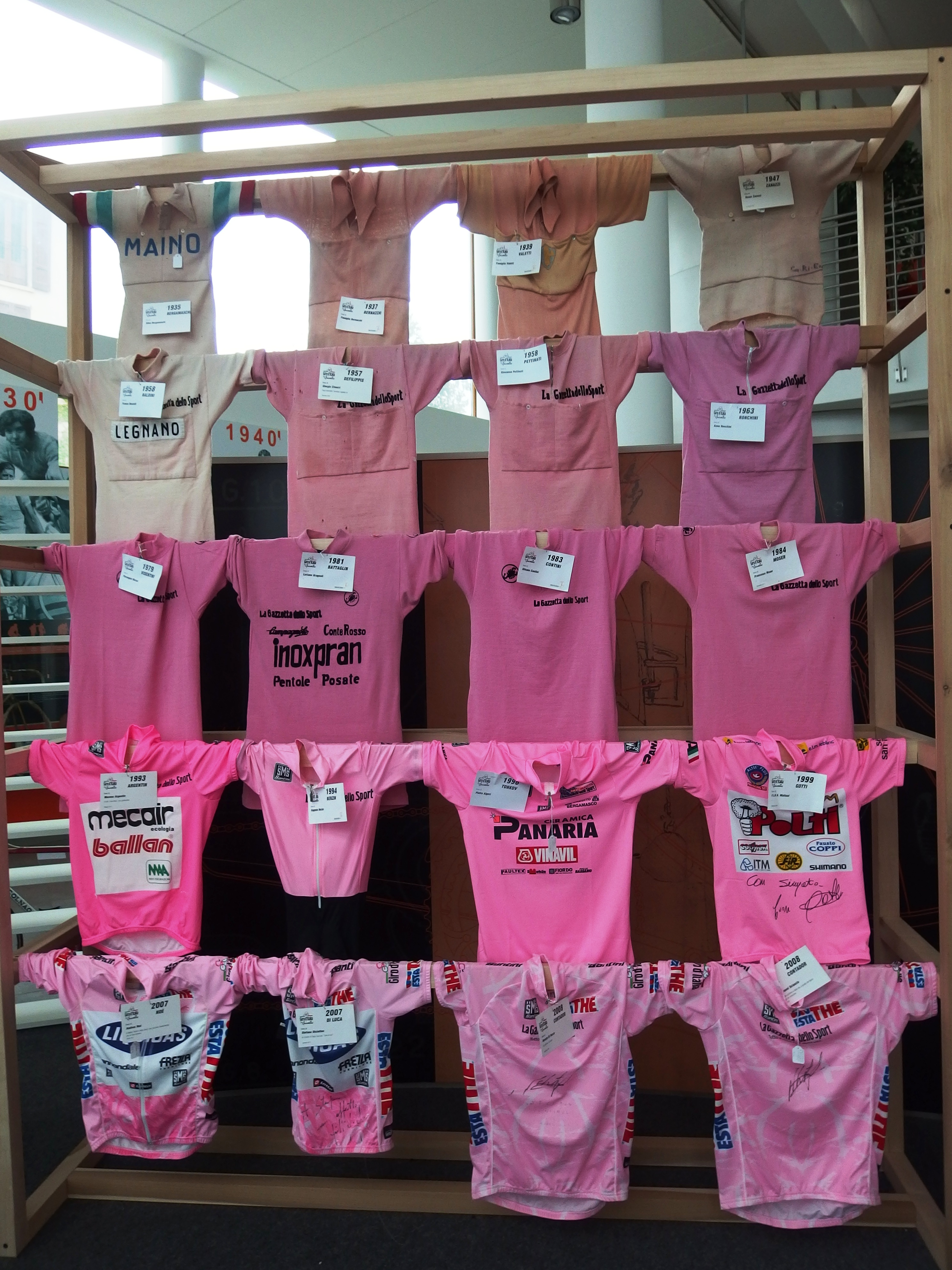
La coureuse en tête du classement général porte un maillot rose, comme sur le Tour d'Italie masculin

Le classement général individuel au temps est calculé par le cumul des temps enregistrés dans chacune des étapes parcourues. Des bonifications et d'éventuelles pénalisations sont incluses dans le calcul du classement. La coureuse qui est première de ce classement est porteuse du maillot rose.
Des bonifications sont attribuées dans cette épreuve. Chaque arrivée d'étape, à l'exception du prologue et de la septième étape, donne lieu à dix secondes, six secondes et quatre secondes pour les trois premières coureuses classées. Par ailleurs, durant la course, il existe des sprints intermédiaires dont les trois premiers sont récompensés respectivement de trois secondes, deux secondes et une seconde.

##### Classement de la meilleure grimpeuse
Le classement du meilleur grimpeur, ou classement des monts, est un classement spécifique basé sur les arrivées au sommet des ascensions répertoriées dans l'ensemble de la course. Elles sont classées en trois catégories. Les ascensions de première catégorie rapportent respectivement 13, 11, 9, 7 et 5 points aux cinq premières coureuses, celles de deuxième catégorie 7, 5, 3, 2 et 1 point enfin celles de troisième catégorie 5, 4, 3, 2 et 1 point. Sur cette édition 2016, il y a un total de onze ascensions. Le premier du classement des monts est détenteur du maillot vert. En cas d'égalité, les coureuses sont prioritairement départagées par le nombre de premières places aux sommets. Si l'égalité persiste, le critère suivant est la place obtenue au classement général. Pour être classée, une coureuse doit avoir terminée la course dans les délais,.

##### Classement par points
Le maillot cyclamen récompense le classement par points. Celui-ci se calcule selon le classement lors de sprints intermédiaires, dits « Traguardo Volante », et lors des arrivées d'étape. Les trois premières coureuses des sprints intermédiaires reçoivent respectivement 4, 2 et un point. Lors d'une arrivée d'étape, prologue y compris, les dix premières se voient accorder des points selon le décompte suivant : 15, 12, 10, 8, 6, 5, 4, 3, 2, 1 point. En cas d'égalité, les coureuses sont prioritairement départagées par le nombre de victoires d'étapes. Si l'égalité persiste, le nombre de victoires à des sprints intermédiaires puis éventuellement la place obtenue au classement général entrent en compte. Pour être classée, une coureuse doit avoir terminée la course dans les délais.

##### Classement de la meilleure jeune
Le classement de la meilleure jeune ne concerne qu'une certaine catégorie de coureuses, celles étant âgées de moins de 23 ans. C'est-à-dire aux coureuses nées après le 1er janvier 1993. Ce classement, basé sur le classement général, attribue au premier un maillot blanc.

##### Classement de la meilleure italienne
Le classement de la meilleure italienne ne concerne que les coureuses de nationalité italienne. Ce classement, basé sur le classement général, attribue à la première un maillot bleu.

##### Répartition des maillots
Chaque coureuse en tête d'un classement est porteuse du maillot ou du dossard distinctif correspondant. Cependant, dans le cas où une coureuse dominerait plusieurs classements, celle-ci ne porte qu'un seul maillot distinctif, selon une priorité de classements. Le classement général au temps est le classement prioritaire, suivi du classement général par points, du classement général du meilleur grimpeur, du classement de la meilleure jeune et du classement de la meilleure italienne. Si ce cas de figure se produit, le maillot correspondant au classement annexe de priorité inférieure n'est pas porté par celle qui domine ce classement mais par son deuxième.

#### Primes
Le prologue permet de remporter les primes suivantes :
| Position | 1er   | 2e    | 3e    | 4e    | 5e    | 6e    | 7e    | 8e   | 9e   | 10e  |
| Prix     | 396 € | 242 € | 167 € | 152 € | 142 € | 118 € | 106 € | 92 € | 92 € | 92 € |

En sus, les coureuses placées de la 11e à la 15e place gagnent 59 €.
Les autres étapes sont dotées de la manière suivante :
| Position | 1er   | 2e    | 3e    | 4e    | 5e    | 6e    | 7e    | 8e    | 9e    | 10e   |
| Prix     | 526 € | 322 € | 221 € | 202 € | 191 € | 158 € | 139 € | 122 € | 122 € | 122 € |

En sus, les coureuses placées de la 11e à la 15e place gagnent 78 €.
Le classement général final attribue les sommes suivantes :
| Position | 1er     | 2e    | 3e    | 4e    | 5e    | 6e    | 7e    | 8e    | 9e    | 10e   |
| Prix     | 1 050 € | 600 € | 360 € | 320 € | 290 € | 280 € | 280 € | 280 € | 280 € | 280 € |

En sus, les coureuses placées de la 11e à la 15e place gagnent 177 €.

#### Prix
Par ailleurs, à l'issue du classement général final, le meilleur grimpeur remporte 450 €, le 2e 350 € et le 3e 300 €. Pour le classement par points, les montants sont de 350 € pour la 1re, 250 € pour la 2e et 200 € pour la 3e. La meilleure jeune remporte 350 €, la meilleure Italienne 300 €.

#### Points UCI
| Position                  | 1er | 2e  | 3e | 4e | 5e | 6e | 7e | 8e | 9e | 10e | 11e | 12e | 13e | 14e | 15e | 16e | 17e | 18e | 19e | 20e |
| Classement général        | 120 | 100 | 85 | 70 | 60 | 50 | 40 | 35 | 30 | 25  | 20  | 18  | 16  | 14  | 12  | 10  | 8   | 6   | 4   | 2   |
| Étapes et demi-étapes     | 25  | 20  | 18 | 16 | 14 | 12 | 10 | 8  | 6  | 4   |     |     |     |     |     |     |     |     |     |     |
| Port du maillot de leader | 6   |     |    |    |    |    |    |    |    |     |     |     |     |     |     |     |     |     |     |     |

## Favorites
L'équipe Rabo Liv Women se présente au départ avec la vainqueur sortante Anna van der Breggen ainsi que la championne de Pologne Katarzyna Niewiadoma. Le contre-la-montre de la septième étape semble avantager la Néerlandaise. Mara Abbott, double vainqueur de l'épreuve et une des meilleures grimpeuses du peloton, fait également figure de favorite. La formation Boels Dolmans vient également avec de grandes ambitions. En effet, Megan Guarnier est à la fois la leader de l'UCI Women World Tour et a porté l'année précédente le maillot rose pendant la quasi-totalité de l'épreuve. Elle est épaulée d'Evelyn Stevens qui dispose également de bonnes références sur l'épreuve ainsi que de la championne du monde Elizabeth Armitstead. Enfin Emma Pooley, qui vient de revenir au cyclisme sur route à l'occasion de ce Tour d'Italie, fait aussi partie des toutes meilleures grimpeuses du peloton ainsi qu'une excellente coureuse de contre-la-montre. Chez Lotto Soudal, elle devra cependant peut-être soutenir Claudia Lichtenberg qui a remporté une fois l'épreuve. Parmi les outsiders, on compte également Flávia Oliveira, vainqueur du classement de la montagne l'année précédente, Elisa Longo Borghini ou Shara Gillow ,,,.

## Étapes
| Étape     | Date      | Villes étapes                  | type                        | Distance (km) | Vainqueur d'étape | Leader du classement général |
| --------- | --------- | ------------------------------ | --------------------------- | ------------- | ----------------- | ---------------------------- |
| Prologue  | 1 juill.  | Gaiarine – Gaiarine            | prologue                    | 2             | Leah Kirchmann    | Leah Kirchmann               |
| 1re étape | 2 juill.  | Gaiarine – San Fior            | étape de plaine             | 104           | Giorgia Bronzini  | Megan Guarnier               |
| 2e étape  | 3 juill.  | Tarcento – Montenars           | étape de moyenne montagne   | 111,1         | Evelyn Stevens    | Evelyn Stevens               |
| 3e étape  | 4 juill.  | montagnana – Lendinara         | étape de plaine             | 120           | Chloe Hosking     | Evelyn Stevens               |
| 4e étape  | 5 juill.  | Costa Volpino – Lovere         | étape de plaine             | 98,5          | Tiffany Cromwell  | Evelyn Stevens               |
| 5e étape  | 6 juill.  | Grosio – Tirano                | étape de montagne           | 77,5          | Mara Abbott       | Mara Abbott                  |
| 6e étape  | 7 juill.  | Andora – Madonna della Guardia | étape de montagne           | 118,6         | Evelyn Stevens    | Megan Guarnier               |
| 7e étape  | 8 juill.  | Albisola Superiore – Varazze   | contre-la-montre individuel | 21,9          | Evelyn Stevens    | Megan Guarnier               |
| 8e étape  | 9 juill.  | Rescaldina – Legnano           | étape de plaine             | 99,3          | Giorgia Bronzini  | Megan Guarnier               |
| 9e étape  | 10 juill. | Verbania – Verbania            | étape de moyenne montagne   | 104,8         | Thalita de Jong   | Megan Guarnier               |

## Partenaires
La marque de cycle Colnago est partenaire du maillot rose et du maillot blanc. Le fabricant de selles Selle SMP parraine le maillot cyclamen. Le fournisseur d'électricité BIM apporte son soutien au maillot de la meilleure grimpeuse. Le maillot bleu de la meilleure italienne est fourni par Giessegi, fournisseur des vêtements du Tour d'Italie. Le marchand de vins Astoria, l'eau Acqua Dolmania et le fabricant d'outils Beta sont également partenaires. Les voitures de course sont fournies par System cars. La radio de la course est assurée par Radio Company. Enfin, l'assistance technique est donnée par Bicisupport,.

## Déroulement de la course

### Prologue

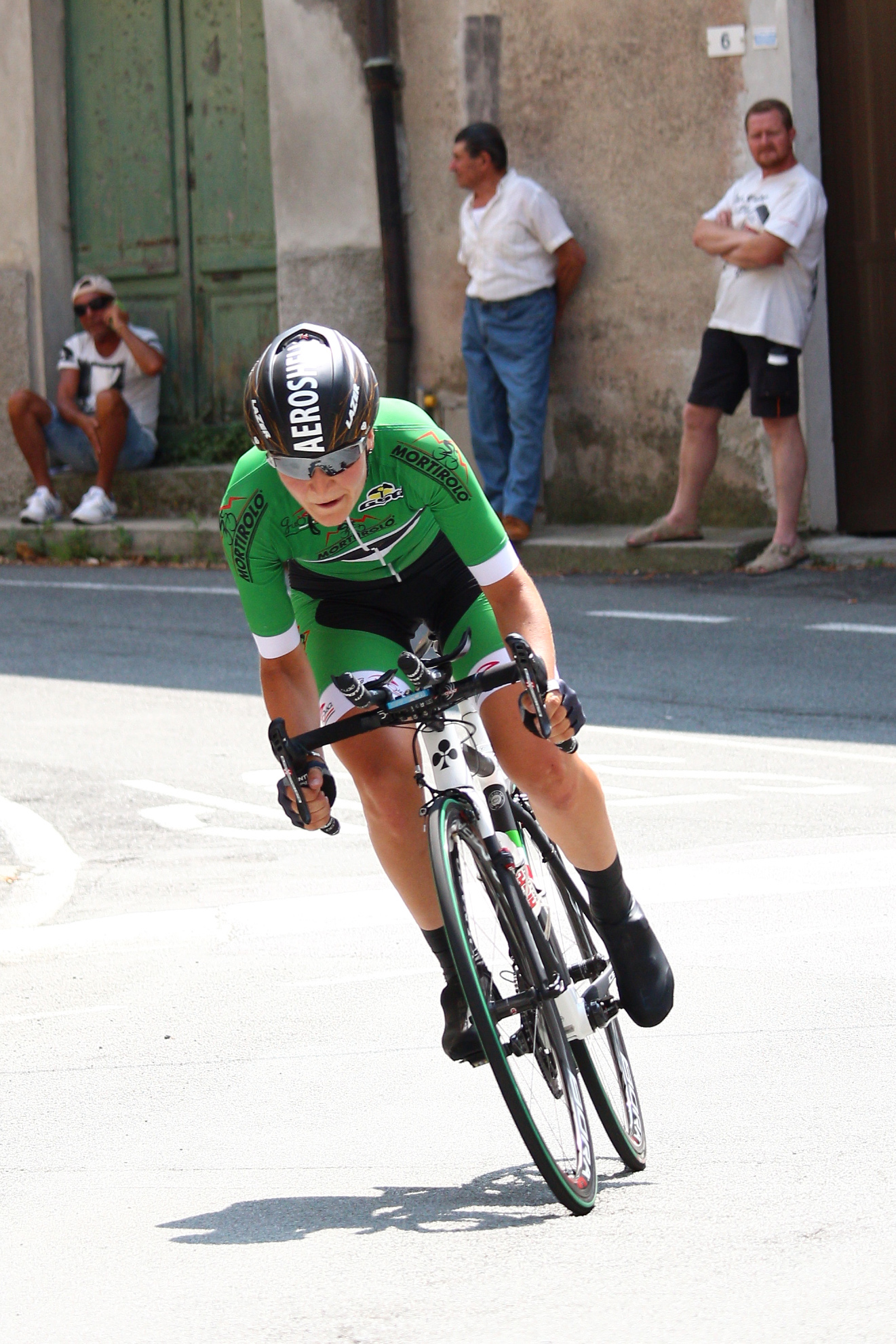
Elisa Longo Borghini lors du prologue

Leah Kirchmann remporte le prologue. Les favorites telles Anna van der Breggen, Katarzyna Niewiadoma, Megan Guarnier ou Lizzie Armitstead sont également dans les premières places.
| \| Classement de l'étape \| Classement de l'étape \| Classement de l'étape \| Classement de l'étape \| Classement de l'étape \| \| Coureuse \| Coureuse \| Pays \| Équipe \| Temps \| \| --------------------- \| --------------------- \| --------------------- \| --------------------- \| --------------------- \| \| 1re \| Leah Kirchmann \| Canada \| Liv-Plantur \| 2 min 23 s \| \| 2e \| Thalita de Jong \| Pays-Bas \| Rabo Liv Women \| + 1 s \| \| 3e \| Anna van der Breggen \| Pays-Bas \| Rabo Liv Women \| + 1 s \| \| 4e \| Megan Guarnier \| États-Unis \| Boels Dolmans \| + 3 s \| \| 5e \| Roxane Knetemann \| Pays-Bas \| Rabo Liv Women \| + 3 s \| \| 6e \| Tiffany Cromwell \| Australie \| Canyon-SRAM Racing \| + 4 s \| \| 7e \| Katarzyna Niewiadoma \| Pologne \| Rabo Liv Women \| + 5 s \| \| 8e \| Amalie Dideriksen \| Danemark \| Boels Dolmans \| + 5 s \| \| 9e \| Barbara Guarischi \| Italie \| Canyon-SRAM Racing \| + 5 s \| \| 10e \| Evelyn Stevens \| États-Unis \| Boels Dolmans \| + 6 s \| |                      |            |                    |            |
| |                      |            |                    |            |
| Source : ProCyclingStats |                      |            |                    |            |
| Classement de l'étape |                      |            |                    |            |
| Coureuse | Coureuse             | Pays       | Équipe             | Temps      |
| 1re | Leah Kirchmann       | Canada     | Liv-Plantur        | 2 min 23 s |
| 2e | Thalita de Jong      | Pays-Bas   | Rabo Liv Women     | + 1 s      |
| 3e | Anna van der Breggen | Pays-Bas   | Rabo Liv Women     | + 1 s      |
| 4e | Megan Guarnier       | États-Unis | Boels Dolmans      | + 3 s      |
| 5e | Roxane Knetemann     | Pays-Bas   | Rabo Liv Women     | + 3 s      |
| 6e | Tiffany Cromwell     | Australie  | Canyon-SRAM Racing | + 4 s      |
| 7e | Katarzyna Niewiadoma | Pologne    | Rabo Liv Women     | + 5 s      |
| 8e | Amalie Dideriksen    | Danemark   | Boels Dolmans      | + 5 s      |
| 9e | Barbara Guarischi    | Italie     | Canyon-SRAM Racing | + 5 s      |
| 10e | Evelyn Stevens       | États-Unis | Boels Dolmans      | + 6 s      |

| \| Classement général \| Classement général \| Classement général \| Classement général \| Classement général \| \| Coureuse \| Coureuse \| Pays \| Équipe \| Temps \| \| ------------------ \| -------------------- \| ------------------ \| ------------------ \| ------------------ \| \| 1re \| Leah Kirchmann \| Canada \| Liv-Plantur \| 2 min 23 s \| \| 2e \| Thalita de Jong \| Pays-Bas \| Rabo Liv Women \| + 1 s \| \| 3e \| Anna van der Breggen \| Pays-Bas \| Rabo Liv Women \| + 1 s \| \| 4e \| Megan Guarnier \| États-Unis \| Boels Dolmans \| + 3 s \| \| 5e \| Roxane Knetemann \| Pays-Bas \| Rabo Liv Women \| + 3 s \| \| 6e \| Tiffany Cromwell \| Australie \| Canyon-SRAM Racing \| + 4 s \| \| 7e \| Katarzyna Niewiadoma \| Pologne \| Rabo Liv Women \| + 5 s \| \| 8e \| Amalie Dideriksen \| Danemark \| Boels Dolmans \| + 5 s \| \| 9e \| Barbara Guarischi \| Italie \| Canyon-SRAM Racing \| + 5 s \| \| 10e \| Evelyn Stevens \| États-Unis \| Boels Dolmans \| + 6 s \| |                      |            |                    |            |
| |                      |            |                    |            |
| Source : ProCyclingStats |                      |            |                    |            |
| Classement général |                      |            |                    |            |
| Coureuse | Coureuse             | Pays       | Équipe             | Temps      |
| 1re | Leah Kirchmann       | Canada     | Liv-Plantur        | 2 min 23 s |
| 2e | Thalita de Jong      | Pays-Bas   | Rabo Liv Women     | + 1 s      |
| 3e | Anna van der Breggen | Pays-Bas   | Rabo Liv Women     | + 1 s      |
| 4e | Megan Guarnier       | États-Unis | Boels Dolmans      | + 3 s      |
| 5e | Roxane Knetemann     | Pays-Bas   | Rabo Liv Women     | + 3 s      |
| 6e | Tiffany Cromwell     | Australie  | Canyon-SRAM Racing | + 4 s      |
| 7e | Katarzyna Niewiadoma | Pologne    | Rabo Liv Women     | + 5 s      |
| 8e | Amalie Dideriksen    | Danemark   | Boels Dolmans      | + 5 s      |
| 9e | Barbara Guarischi    | Italie     | Canyon-SRAM Racing | + 5 s      |
| 10e | Evelyn Stevens       | États-Unis | Boels Dolmans      | + 6 s      |

### 1reétape
Marta Tagliaferro anime l'étape en attaquant dès le départ de l'étape. Elle reste seule en tête durant les deux tiers de l'étape. Dans le grand-prix de la montagne, Elisa Longo Borghini attaque. Elle est rejointe par Katarzyna Niewiadoma, Megan Guarnier et Evelyn Stevens. Un groupe de poursuite se forme et revient également sur la tête. Giorgia Bronzini se trouve donc à l'avant et remporte le sprint devant Megan Guarnier. Cette dernière s'empare du maillot rose.
| \| Classement de l'étape \| Classement de l'étape \| Classement de l'étape \| Classement de l'étape \| Classement de l'étape \| \| Coureuse \| Coureuse \| Pays \| Équipe \| Temps \| \| --------------------- \| --------------------- \| --------------------- \| --------------------- \| --------------------- \| \| 1re \| Giorgia Bronzini \| Italie \| Wiggle High5 \| 2 h 38 min 22 s \| \| 2e \| Megan Guarnier \| États-Unis \| Boels Dolmans \| + 0 s \| \| 3e \| Rasa Leleivytė \| Lituanie \| Aromitalia Vaiano \| + 0 s \| \| 4e \| Katarzyna Niewiadoma \| Pologne \| Rabo Liv Women \| + 0 s \| \| 5e \| Claudia Lichtenberg \| Allemagne \| Lotto Soudal Ladies \| + 0 s \| \| 6e \| Tatiana Guderzo \| Italie \| Hitec Products \| + 0 s \| \| 7e \| Evelyn Stevens \| États-Unis \| Boels Dolmans \| + 5 s \| \| 8e \| Lizzie Armitstead \| Royaume-Uni \| Boels Dolmans \| + 5 s \| \| 9e \| Mara Abbott \| États-Unis \| Wiggle High5 \| + 9 s \| \| 10e \| Elisa Longo Borghini \| Italie \| Wiggle High5 \| + 24 s \| |                      |             |                     |                 |
| |                      |             |                     |                 |
| |                      |             |                     |                 |
| Classement de l'étape |                      |             |                     |                 |
| Coureuse | Coureuse             | Pays        | Équipe              | Temps           |
| 1re | Giorgia Bronzini     | Italie      | Wiggle High5        | 2 h 38 min 22 s |
| 2e | Megan Guarnier       | États-Unis  | Boels Dolmans       | + 0 s           |
| 3e | Rasa Leleivytė       | Lituanie    | Aromitalia Vaiano   | + 0 s           |
| 4e | Katarzyna Niewiadoma | Pologne     | Rabo Liv Women      | + 0 s           |
| 5e | Claudia Lichtenberg  | Allemagne   | Lotto Soudal Ladies | + 0 s           |
| 6e | Tatiana Guderzo      | Italie      | Hitec Products      | + 0 s           |
| 7e | Evelyn Stevens       | États-Unis  | Boels Dolmans       | + 5 s           |
| 8e | Lizzie Armitstead    | Royaume-Uni | Boels Dolmans       | + 5 s           |
| 9e | Mara Abbott          | États-Unis  | Wiggle High5        | + 9 s           |
| 10e | Elisa Longo Borghini | Italie      | Wiggle High5        | + 24 s          |

| \| Classement général \| Classement général \| Classement général \| Classement général \| Classement général \| \| Coureuse \| Coureuse \| Pays \| Équipe \| Temps \| \| ------------------ \| -------------------- \| ------------------ \| ------------------- \| ------------------ \| \| 1re \| Megan Guarnier \| États-Unis \| Boels Dolmans \| 2 h 40 min 42 s \| \| 2e \| Katarzyna Niewiadoma \| Pologne \| Rabo Liv Women \| + 8 s \| \| 3e \| Giorgia Bronzini \| Italie \| Wiggle High5 \| + 8 s \| \| 4e \| Rasa Leleivytė \| Lituanie \| Aromitalia Vaiano \| + 13 s \| \| 5e \| Evelyn Stevens \| États-Unis \| Boels Dolmans \| + 14 s \| \| 6e \| Lizzie Armitstead \| Royaume-Uni \| Boels Dolmans \| + 14 s \| \| 7e \| Claudia Lichtenberg \| Allemagne \| Lotto Soudal Ladies \| + 15 s \| \| 8e \| Tatiana Guderzo \| Italie \| Hitec Products \| + 15 s \| \| 9e \| Elisa Longo Borghini \| Italie \| Wiggle High5 \| + 33 s \| \| 10e \| Mara Abbott \| États-Unis \| Wiggle High5 \| + 37 s \| |                      |             |                     |                 |
| |                      |             |                     |                 |
| |                      |             |                     |                 |
| Classement général |                      |             |                     |                 |
| Coureuse | Coureuse             | Pays        | Équipe              | Temps           |
| 1re | Megan Guarnier       | États-Unis  | Boels Dolmans       | 2 h 40 min 42 s |
| 2e | Katarzyna Niewiadoma | Pologne     | Rabo Liv Women      | + 8 s           |
| 3e | Giorgia Bronzini     | Italie      | Wiggle High5        | + 8 s           |
| 4e | Rasa Leleivytė       | Lituanie    | Aromitalia Vaiano   | + 13 s          |
| 5e | Evelyn Stevens       | États-Unis  | Boels Dolmans       | + 14 s          |
| 6e | Lizzie Armitstead    | Royaume-Uni | Boels Dolmans       | + 14 s          |
| 7e | Claudia Lichtenberg  | Allemagne   | Lotto Soudal Ladies | + 15 s          |
| 8e | Tatiana Guderzo      | Italie      | Hitec Products      | + 15 s          |
| 9e | Elisa Longo Borghini | Italie      | Wiggle High5        | + 33 s          |
| 10e | Mara Abbott          | États-Unis  | Wiggle High5        | + 37 s          |

### 2eétape
Evelyn Stevens gagne en haut de la côte à Montenars en doublant sur le sommet Elisa Longo Borghini. Elle endosse au passage le maillot rose,.
| \| Classement de l'étape \| Classement de l'étape \| Classement de l'étape \| Classement de l'étape \| Classement de l'étape \| \| Coureuse \| Coureuse \| Pays \| Équipe \| Temps \| \| --------------------- \| --------------------- \| --------------------- \| --------------------- \| --------------------- \| \| 1re \| Evelyn Stevens \| États-Unis \| Boels Dolmans \| 2 h 48 min 26 s \| \| 2e \| Elisa Longo Borghini \| Italie \| Wiggle High5 \| + 0 s \| \| 3e \| Katarzyna Niewiadoma \| Pologne \| Rabo Liv Women \| + 2 s \| \| 4e \| Mara Abbott \| États-Unis \| Wiggle High5 \| + 3 s \| \| 5e \| Megan Guarnier \| États-Unis \| Boels Dolmans \| + 24 s \| \| 6e \| Claudia Lichtenberg \| Allemagne \| Lotto Soudal Ladies \| + 24 s \| \| 7e \| Rasa Leleivytė \| Lituanie \| Aromitalia Vaiano \| + 33 s \| \| 8e \| Leah Kirchmann \| Canada \| Liv-Plantur \| + 33 s \| \| 9e \| Anna van der Breggen \| Pays-Bas \| Rabo Liv Women \| + 33 s \| \| 10e \| Tatiana Guderzo \| Italie \| Hitec Products \| + 33 s \| |                      |            |                     |                 |
| |                      |            |                     |                 |
| |                      |            |                     |                 |
| Classement de l'étape |                      |            |                     |                 |
| Coureuse | Coureuse             | Pays       | Équipe              | Temps           |
| 1re | Evelyn Stevens       | États-Unis | Boels Dolmans       | 2 h 48 min 26 s |
| 2e | Elisa Longo Borghini | Italie     | Wiggle High5        | + 0 s           |
| 3e | Katarzyna Niewiadoma | Pologne    | Rabo Liv Women      | + 2 s           |
| 4e | Mara Abbott          | États-Unis | Wiggle High5        | + 3 s           |
| 5e | Megan Guarnier       | États-Unis | Boels Dolmans       | + 24 s          |
| 6e | Claudia Lichtenberg  | Allemagne  | Lotto Soudal Ladies | + 24 s          |
| 7e | Rasa Leleivytė       | Lituanie   | Aromitalia Vaiano   | + 33 s          |
| 8e | Leah Kirchmann       | Canada     | Liv-Plantur         | + 33 s          |
| 9e | Anna van der Breggen | Pays-Bas   | Rabo Liv Women      | + 33 s          |
| 10e | Tatiana Guderzo      | Italie     | Hitec Products      | + 33 s          |

| \| Classement général \| Classement général \| Classement général \| Classement général \| Classement général \| \| Coureuse \| Coureuse \| Pays \| Équipe \| Temps \| \| ------------------ \| -------------------- \| ------------------ \| ------------------- \| ------------------ \| \| 1re \| Evelyn Stevens \| États-Unis \| Boels Dolmans \| 5 h 29 min 12 s \| \| 2e \| Katarzyna Niewiadoma \| Pologne \| Rabo Liv Women \| + 2 s \| \| 3e \| Megan Guarnier \| États-Unis \| Boels Dolmans \| + 18 s \| \| 4e \| Elisa Longo Borghini \| Italie \| Wiggle High5 \| + 23 s \| \| 5e \| Claudia Lichtenberg \| Allemagne \| Lotto Soudal Ladies \| + 35 s \| \| 6e \| Mara Abbott \| États-Unis \| Wiggle High5 \| + 36 s \| \| 7e \| Rasa Leleivytė \| Lituanie \| Aromitalia Vaiano \| + 42 s \| \| 8e \| Tatiana Guderzo \| Italie \| Hitec Products \| + 44 s \| \| 9e \| Leah Kirchmann \| Canada \| Liv-Plantur \| + 1 min 12 s \| \| 10e \| Anna van der Breggen \| Pays-Bas \| Rabo Liv Women \| + 1 min 13 s \| |                      |            |                     |                 |
| |                      |            |                     |                 |
| |                      |            |                     |                 |
| Classement général |                      |            |                     |                 |
| Coureuse | Coureuse             | Pays       | Équipe              | Temps           |
| 1re | Evelyn Stevens       | États-Unis | Boels Dolmans       | 5 h 29 min 12 s |
| 2e | Katarzyna Niewiadoma | Pologne    | Rabo Liv Women      | + 2 s           |
| 3e | Megan Guarnier       | États-Unis | Boels Dolmans       | + 18 s          |
| 4e | Elisa Longo Borghini | Italie     | Wiggle High5        | + 23 s          |
| 5e | Claudia Lichtenberg  | Allemagne  | Lotto Soudal Ladies | + 35 s          |
| 6e | Mara Abbott          | États-Unis | Wiggle High5        | + 36 s          |
| 7e | Rasa Leleivytė       | Lituanie   | Aromitalia Vaiano   | + 42 s          |
| 8e | Tatiana Guderzo      | Italie     | Hitec Products      | + 44 s          |
| 9e | Leah Kirchmann       | Canada     | Liv-Plantur         | + 1 min 12 s    |
| 10e | Anna van der Breggen | Pays-Bas   | Rabo Liv Women      | + 1 min 13 s    |

### 3eétape
À environ une vingtaine de kilomètres de l'arrivée, Silvia Valsecchi part en échappée, suivie de Scotti Lechuga. Leur avance culmine à vingt secondes, mais le sprint massif semble inévitable. Chloe Hosking s'impose à sa propre surprise. Elle devance Marta Tagliaferro et Giorgia Bronzini également de l'équipe Wiggle High5,.
| \| Classement de l'étape \| Classement de l'étape \| Classement de l'étape \| Classement de l'étape \| Classement de l'étape \| \| Coureuse \| Coureuse \| Pays \| Équipe \| Temps \| \| --------------------- \| --------------------- \| --------------------- \| ------------------------------- \| --------------------- \| \| 1re \| Chloe Hosking \| Australie \| Wiggle High5 \| 2 h 50 min 14 s \| \| 2e \| Marta Tagliaferro \| Italie \| Alé Cipollini \| + 0 s \| \| 3e \| Giorgia Bronzini \| Italie \| Wiggle High5 \| + 0 s \| \| 4e \| Roxane Fournier \| France \| Poitou-Charentes.Futuroscope.86 \| + 0 s \| \| 5e \| Barbara Guarischi \| Italie \| Canyon-SRAM Racing \| + 0 s \| \| 6e \| Lucinda Brand \| Pays-Bas \| Rabo Liv Women \| + 0 s \| \| 7e \| Megan Guarnier \| États-Unis \| Boels Dolmans \| + 0 s \| \| 8e \| Leah Kirchmann \| Canada \| Liv-Plantur \| + 0 s \| \| 9e \| Thalita de Jong \| Pays-Bas \| Rabo Liv Women \| + 0 s \| \| 10e \| Michela Pavin \| Italie \| Inpa-Bianchi \| + 0 s \| |                   |            |                                 |                 |
| |                   |            |                                 |                 |
| |                   |            |                                 |                 |
| Classement de l'étape |                   |            |                                 |                 |
| Coureuse | Coureuse          | Pays       | Équipe                          | Temps           |
| 1re | Chloe Hosking     | Australie  | Wiggle High5                    | 2 h 50 min 14 s |
| 2e | Marta Tagliaferro | Italie     | Alé Cipollini                   | + 0 s           |
| 3e | Giorgia Bronzini  | Italie     | Wiggle High5                    | + 0 s           |
| 4e | Roxane Fournier   | France     | Poitou-Charentes.Futuroscope.86 | + 0 s           |
| 5e | Barbara Guarischi | Italie     | Canyon-SRAM Racing              | + 0 s           |
| 6e | Lucinda Brand     | Pays-Bas   | Rabo Liv Women                  | + 0 s           |
| 7e | Megan Guarnier    | États-Unis | Boels Dolmans                   | + 0 s           |
| 8e | Leah Kirchmann    | Canada     | Liv-Plantur                     | + 0 s           |
| 9e | Thalita de Jong   | Pays-Bas   | Rabo Liv Women                  | + 0 s           |
| 10e | Michela Pavin     | Italie     | Inpa-Bianchi                    | + 0 s           |

| \| Classement général \| Classement général \| Classement général \| Classement général \| Classement général \| \| Coureuse \| Coureuse \| Pays \| Équipe \| Temps \| \| ------------------ \| -------------------- \| ------------------ \| ------------------- \| ------------------ \| \| 1re \| Evelyn Stevens \| États-Unis \| Boels Dolmans \| 8 h 19 min 25 s \| \| 2e \| Katarzyna Niewiadoma \| Pologne \| Rabo Liv Women \| + 3 s \| \| 3e \| Megan Guarnier \| États-Unis \| Boels Dolmans \| + 16 s \| \| 4e \| Elisa Longo Borghini \| Italie \| Wiggle High5 \| + 24 s \| \| 5e \| Claudia Lichtenberg \| Allemagne \| Lotto Soudal Ladies \| + 36 s \| \| 6e \| Mara Abbott \| États-Unis \| Wiggle High5 \| + 37 s \| \| 7e \| Rasa Leleivytė \| Lituanie \| Aromitalia Vaiano \| + 43 s \| \| 8e \| Tatiana Guderzo \| Italie \| Hitec Products \| + 45 s \| \| 9e \| Leah Kirchmann \| Canada \| Liv-Plantur \| + 1 min 13 s \| \| 10e \| Anna van der Breggen \| Pays-Bas \| Rabo Liv Women \| + 1 min 14 s \| |                      |            |                     |                 |
| |                      |            |                     |                 |
| |                      |            |                     |                 |
| Classement général |                      |            |                     |                 |
| Coureuse | Coureuse             | Pays       | Équipe              | Temps           |
| 1re | Evelyn Stevens       | États-Unis | Boels Dolmans       | 8 h 19 min 25 s |
| 2e | Katarzyna Niewiadoma | Pologne    | Rabo Liv Women      | + 3 s           |
| 3e | Megan Guarnier       | États-Unis | Boels Dolmans       | + 16 s          |
| 4e | Elisa Longo Borghini | Italie     | Wiggle High5        | + 24 s          |
| 5e | Claudia Lichtenberg  | Allemagne  | Lotto Soudal Ladies | + 36 s          |
| 6e | Mara Abbott          | États-Unis | Wiggle High5        | + 37 s          |
| 7e | Rasa Leleivytė       | Lituanie   | Aromitalia Vaiano   | + 43 s          |
| 8e | Tatiana Guderzo      | Italie     | Hitec Products      | + 45 s          |
| 9e | Leah Kirchmann       | Canada     | Liv-Plantur         | + 1 min 13 s    |
| 10e | Anna van der Breggen | Pays-Bas   | Rabo Liv Women      | + 1 min 14 s    |

### 4eétape
Le parcours plat de l'étape n'incite pas à s'échapper. La course se conclut donc de manière prévisible par un sprint massif. L'équipe Canyon-SRAM forme un train pour Tiffany Cromwell qui s'impose de peu devant Maria Giulia Confalonieri et Aude Biannic,.
| \| Classement de l'étape \| Classement de l'étape \| Classement de l'étape \| Classement de l'étape \| Classement de l'étape \| \| Coureuse \| Coureuse \| Pays \| Équipe \| Temps \| \| --------------------- \| ------------------------- \| --------------------- \| ------------------------------- \| --------------------- \| \| 1re \| Tiffany Cromwell \| Australie \| Canyon-SRAM Racing \| 2 h 02 min 24 s \| \| 2e \| Maria Giulia Confalonieri \| Italie \| Lensworld-Zannata \| + 0 s \| \| 3e \| Aude Biannic \| France \| Poitou-Charentes.Futuroscope.86 \| + 0 s \| \| 4e \| Marta Bastianelli \| Italie \| Alé Cipollini \| + 0 s \| \| 5e \| Michela Pavin \| Italie \| Inpa-Bianchi \| + 0 s \| \| 6e \| Arianna Fidanza \| Italie \| Astana Women's Team \| + 0 s \| \| 7e \| Soraya Paladin \| Italie \| Top Girls Fassa Bortolo \| + 0 s \| \| 8e \| Leah Kirchmann \| Canada \| Liv-Plantur \| + 0 s \| \| 9e \| Sheyla Gutiérrez \| Espagne \| Cylance \| + 0 s \| \| 10e \| Ilaria Sanguineti \| Italie \| BePink \| + 0 s \| |                           |           |                                 |                 |
| |                           |           |                                 |                 |
| Source : ProCyclingStats |                           |           |                                 |                 |
| Classement de l'étape |                           |           |                                 |                 |
| Coureuse | Coureuse                  | Pays      | Équipe                          | Temps           |
| 1re | Tiffany Cromwell          | Australie | Canyon-SRAM Racing              | 2 h 02 min 24 s |
| 2e | Maria Giulia Confalonieri | Italie    | Lensworld-Zannata               | + 0 s           |
| 3e | Aude Biannic              | France    | Poitou-Charentes.Futuroscope.86 | + 0 s           |
| 4e | Marta Bastianelli         | Italie    | Alé Cipollini                   | + 0 s           |
| 5e | Michela Pavin             | Italie    | Inpa-Bianchi                    | + 0 s           |
| 6e | Arianna Fidanza           | Italie    | Astana Women's Team             | + 0 s           |
| 7e | Soraya Paladin            | Italie    | Top Girls Fassa Bortolo         | + 0 s           |
| 8e | Leah Kirchmann            | Canada    | Liv-Plantur                     | + 0 s           |
| 9e | Sheyla Gutiérrez          | Espagne   | Cylance                         | + 0 s           |
| 10e | Ilaria Sanguineti         | Italie    | BePink                          | + 0 s           |

| \| Classement général \| Classement général \| Classement général \| Classement général \| Classement général \| \| Coureuse \| Coureuse \| Pays \| Équipe \| Temps \| \| ------------------ \| -------------------- \| ------------------ \| ------------------- \| ------------------ \| \| 1re \| Evelyn Stevens \| États-Unis \| Boels Dolmans \| 10 h 21 min 49 s \| \| 2e \| Katarzyna Niewiadoma \| Pologne \| Rabo Liv Women \| + 3 s \| \| 3e \| Megan Guarnier \| États-Unis \| Boels Dolmans \| + 13 s \| \| 4e \| Elisa Longo Borghini \| Italie \| Wiggle High5 \| + 24 s \| \| 5e \| Claudia Lichtenberg \| Allemagne \| Lotto Soudal Ladies \| + 36 s \| \| 6e \| Rasa Leleivytė \| Lituanie \| Aromitalia Vaiano \| + 43 s \| \| 7e \| Tatiana Guderzo \| Italie \| Hitec Products \| + 45 s \| \| 8e \| Mara Abbott \| États-Unis \| Wiggle High5 \| + 50 s \| \| 9e \| Leah Kirchmann \| Canada \| Liv-Plantur \| + 1 min 13 s \| \| 10e \| Anna van der Breggen \| Pays-Bas \| Rabo Liv Women \| + 1 min 14 s \| |                      |            |                     |                  |
| |                      |            |                     |                  |
| Source : ProCyclingStats |                      |            |                     |                  |
| Classement général |                      |            |                     |                  |
| Coureuse | Coureuse             | Pays       | Équipe              | Temps            |
| 1re | Evelyn Stevens       | États-Unis | Boels Dolmans       | 10 h 21 min 49 s |
| 2e | Katarzyna Niewiadoma | Pologne    | Rabo Liv Women      | + 3 s            |
| 3e | Megan Guarnier       | États-Unis | Boels Dolmans       | + 13 s           |
| 4e | Elisa Longo Borghini | Italie     | Wiggle High5        | + 24 s           |
| 5e | Claudia Lichtenberg  | Allemagne  | Lotto Soudal Ladies | + 36 s           |
| 6e | Rasa Leleivytė       | Lituanie   | Aromitalia Vaiano   | + 43 s           |
| 7e | Tatiana Guderzo      | Italie     | Hitec Products      | + 45 s           |
| 8e | Mara Abbott          | États-Unis | Wiggle High5        | + 50 s           |
| 9e | Leah Kirchmann       | Canada     | Liv-Plantur         | + 1 min 13 s     |
| 10e | Anna van der Breggen | Pays-Bas   | Rabo Liv Women      | + 1 min 14 s     |

### 5eétape
Cinq coureuses partent en échappée en début d'étape : Ane Santesteban, Shara Gillow, Laura Lozano, Sofie De Vuyst et Riejanne Markus. Elles sont reprises dans les pentes du Mortirolo. Le col réduit rapidement le peloton aux seuls favorites. Katarzyna Niewiadoma connait un jour de méforme et est distancée. Mara Abbott attaque et s'isole en tête. Emma Pooley est la seule à tenter de la suivre, mais doit rapidement s'avouer vaincue. Au col, l'Américaine compte ainsi deux minutes d'avance sur la Britannique et quatre sur le groupe maillot rose. Elle chute cependant dans le descente et perd ainsi une partie de l'écart creusé, mais est en mesure de remonter sur le vélo. Elle s'impose en solitaire et s'empare du maillot rose. Emma Pooley, piètre descendeuse, se fait rejoindre puis dépasser par les autres favorites dans la descente du col. Elisa Longo Borghini est deuxième de l'étape, Tatiana Guderzo troisième. Evelyn Stevens concède deux minutes au classement général et devient sixième,.
| \| Classement de l'étape \| Classement de l'étape \| Classement de l'étape \| Classement de l'étape \| Classement de l'étape \| \| Coureuse \| Coureuse \| Pays \| Équipe \| Temps \| \| --------------------- \| --------------------- \| --------------------- \| ----------------------- \| --------------------- \| \| 1re \| Mara Abbott \| États-Unis \| Wiggle High5 \| 2 h 40 min 23 s \| \| 2e \| Elisa Longo Borghini \| Italie \| Wiggle High5 \| + 37 s \| \| 3e \| Tatiana Guderzo \| Italie \| Hitec Products \| + 37 s \| \| 4e \| Megan Guarnier \| États-Unis \| Boels Dolmans \| + 37 s \| \| 5e \| Claudia Lichtenberg \| Allemagne \| Lotto Soudal Ladies \| + 37 s \| \| 6e \| Anna van der Breggen \| Pays-Bas \| Rabo Liv Women \| + 1 min 36 s \| \| 7e \| Kseniya Tuhai \| Biélorussie \| BePink \| + 1 min 51 s \| \| 8e \| Yevheniya Vysotska \| Ukraine \| Hagens Berman-Supermint \| + 1 min 52 s \| \| 9e \| Evelyn Stevens \| États-Unis \| Boels Dolmans \| + 2 min 02 s \| \| 10e \| Doris Schweizer \| Suisse \| Cylance \| + 2 min 48 s \| |                      |             |                         |                 |
| |                      |             |                         |                 |
| |                      |             |                         |                 |
| Classement de l'étape |                      |             |                         |                 |
| Coureuse | Coureuse             | Pays        | Équipe                  | Temps           |
| 1re | Mara Abbott          | États-Unis  | Wiggle High5            | 2 h 40 min 23 s |
| 2e | Elisa Longo Borghini | Italie      | Wiggle High5            | + 37 s          |
| 3e | Tatiana Guderzo      | Italie      | Hitec Products          | + 37 s          |
| 4e | Megan Guarnier       | États-Unis  | Boels Dolmans           | + 37 s          |
| 5e | Claudia Lichtenberg  | Allemagne   | Lotto Soudal Ladies     | + 37 s          |
| 6e | Anna van der Breggen | Pays-Bas    | Rabo Liv Women          | + 1 min 36 s    |
| 7e | Kseniya Tuhai        | Biélorussie | BePink                  | + 1 min 51 s    |
| 8e | Yevheniya Vysotska   | Ukraine     | Hagens Berman-Supermint | + 1 min 52 s    |
| 9e | Evelyn Stevens       | États-Unis  | Boels Dolmans           | + 2 min 02 s    |
| 10e | Doris Schweizer      | Suisse      | Cylance                 | + 2 min 48 s    |

| \| Classement général \| Classement général \| Classement général \| Classement général \| Classement général \| \| Coureuse \| Coureuse \| Pays \| Équipe \| Temps \| \| ------------------ \| -------------------- \| ------------------ \| ----------------------- \| ------------------ \| \| 1re \| Mara Abbott \| États-Unis \| Wiggle High5 \| 13 h 02 min 52 s \| \| 2e \| Megan Guarnier \| États-Unis \| Boels Dolmans \| + 10 s \| \| 3e \| Elisa Longo Borghini \| Italie \| Wiggle High5 \| + 15 s \| \| 4e \| Claudia Lichtenberg \| Allemagne \| Lotto Soudal Ladies \| + 33 s \| \| 5e \| Tatiana Guderzo \| Italie \| Hitec Products \| + 38 s \| \| 6e \| Evelyn Stevens \| États-Unis \| Boels Dolmans \| + 1 min 22 s \| \| 7e \| Anna van der Breggen \| Pays-Bas \| Rabo Liv Women \| + 2 min 10 s \| \| 8e \| Yevheniya Vysotska \| Ukraine \| Hagens Berman-Supermint \| + 3 min 04 s \| \| 9e \| Katarzyna Niewiadoma \| Pologne \| Rabo Liv Women \| + 3 min 49 s \| \| 10e \| Doris Schweizer \| Suisse \| Cylance \| + 4 min 42 s \| |                      |            |                         |                  |
| |                      |            |                         |                  |
| |                      |            |                         |                  |
| Classement général |                      |            |                         |                  |
| Coureuse | Coureuse             | Pays       | Équipe                  | Temps            |
| 1re | Mara Abbott          | États-Unis | Wiggle High5            | 13 h 02 min 52 s |
| 2e | Megan Guarnier       | États-Unis | Boels Dolmans           | + 10 s           |
| 3e | Elisa Longo Borghini | Italie     | Wiggle High5            | + 15 s           |
| 4e | Claudia Lichtenberg  | Allemagne  | Lotto Soudal Ladies     | + 33 s           |
| 5e | Tatiana Guderzo      | Italie     | Hitec Products          | + 38 s           |
| 6e | Evelyn Stevens       | États-Unis | Boels Dolmans           | + 1 min 22 s     |
| 7e | Anna van der Breggen | Pays-Bas   | Rabo Liv Women          | + 2 min 10 s     |
| 8e | Yevheniya Vysotska   | Ukraine    | Hagens Berman-Supermint | + 3 min 04 s     |
| 9e | Katarzyna Niewiadoma | Pologne    | Rabo Liv Women          | + 3 min 49 s     |
| 10e | Doris Schweizer      | Suisse     | Cylance                 | + 4 min 42 s     |

### 6eétape

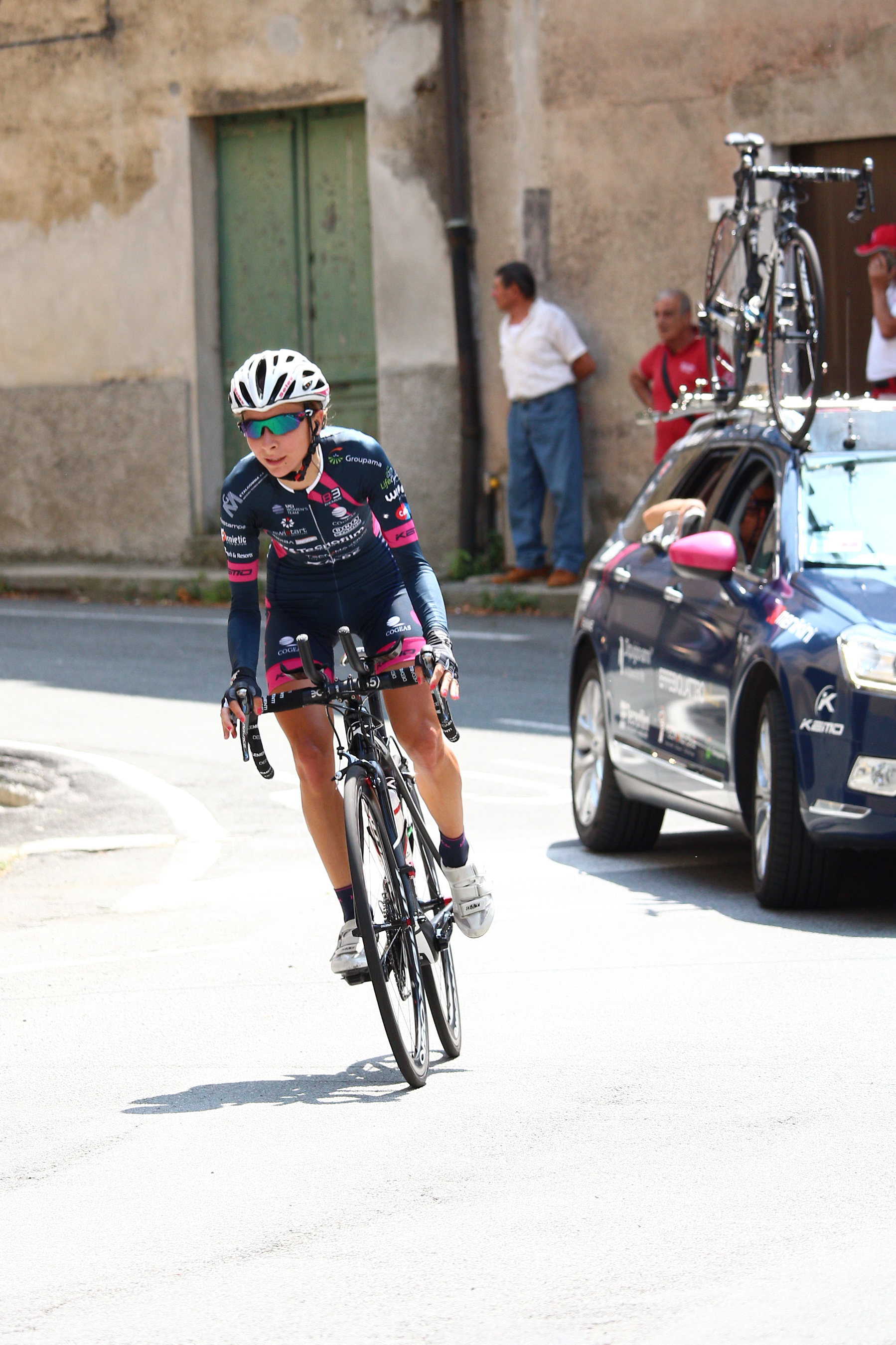
Kseniya Tuhai est une des révélations de ce Tour d'Italie. Elle termine deuxième du classement de la meilleure jeune

Katarzyna Niewiadoma attaque lors de l'ascension du Passo Caprauna. Elle est prise en chasse par Mara Abbott accompagnée d'Evelyn Stevens. La jonction s'opère sur les pentes du col. Derrière la poursuite s'organise. L'écart monte à deux minutes trente à quatre-vingt kilomètres de l'arrivée. Toutefois les trois coureuses sont reprises peu avant l'ultime ascension. Le groupe de tête est alors constitué de Mara Abbott, Megan Guarnier, Evelyn Stevens, Karol-Ann Canuel, Elizabethd Armitstead, Anna van der Breggen, Katarzyna Niewiadoma, Claudia Lichtenberg, Alena Amialiusik, Kneniya Tuhai et Tatiana Guderzo. Dans la montée vers le sanctuaire Mara Abbott multiplie les accélérations, mais n'a pas de succès. Anna van der Breggen attaque plus loin et n'est suivie que par Megan Guarnier. Evelyn Stevens revient et contre les deux coureuses. Megan Guarnier attaque ensuite Anna van der Breggen. Finalement, Evelyn Stevens remporte l'étape devant sa coéquipière tandis qu'Anna van der Breggen prend la troisième place. Mara Abbott paie ses efforts plus tôt dans l'ascension et finit cinquième. Au classement général, Megan Guarnier devient leader devant Mara Abbott et Evelyn Stevens. Elisa Longo Borghini, victime de la chaleur, perd plus de seize minutes durant l'étape et ainsi toute chance au classement général,,.
| \| Classement de l'étape \| Classement de l'étape \| Classement de l'étape \| Classement de l'étape \| Classement de l'étape \| \| Coureuse \| Coureuse \| Pays \| Équipe \| Temps \| \| --------------------- \| --------------------- \| --------------------- \| --------------------- \| --------------------- \| \| 1re \| Evelyn Stevens \| États-Unis \| Boels Dolmans \| 3 h 47 min 42 s \| \| 2e \| Megan Guarnier \| États-Unis \| Boels Dolmans \| + 6 s \| \| 3e \| Anna van der Breggen \| Pays-Bas \| Rabo Liv Women \| + 19 s \| \| 4e \| Claudia Lichtenberg \| Allemagne \| Lotto Soudal Ladies \| + 40 s \| \| 5e \| Mara Abbott \| États-Unis \| Wiggle High5 \| + 53 s \| \| 6e \| Tatiana Guderzo \| Italie \| Hitec Products \| + 1 min 18 s \| \| 7e \| Katarzyna Niewiadoma \| Pologne \| Rabo Liv Women \| + 2 min 58 s \| \| 8e \| Elena Cecchini \| Italie \| Canyon-SRAM Racing \| + 3 min 55 s \| \| 9e \| Kseniya Tuhai \| Biélorussie \| BePink \| + 4 min 22 s \| \| 10e \| Alena Amialiusik \| Biélorussie \| Canyon-SRAM Racing \| + 6 min 00 s \| |                      |             |                     |                 |
| |                      |             |                     |                 |
| |                      |             |                     |                 |
| Classement de l'étape |                      |             |                     |                 |
| Coureuse | Coureuse             | Pays        | Équipe              | Temps           |
| 1re | Evelyn Stevens       | États-Unis  | Boels Dolmans       | 3 h 47 min 42 s |
| 2e | Megan Guarnier       | États-Unis  | Boels Dolmans       | + 6 s           |
| 3e | Anna van der Breggen | Pays-Bas    | Rabo Liv Women      | + 19 s          |
| 4e | Claudia Lichtenberg  | Allemagne   | Lotto Soudal Ladies | + 40 s          |
| 5e | Mara Abbott          | États-Unis  | Wiggle High5        | + 53 s          |
| 6e | Tatiana Guderzo      | Italie      | Hitec Products      | + 1 min 18 s    |
| 7e | Katarzyna Niewiadoma | Pologne     | Rabo Liv Women      | + 2 min 58 s    |
| 8e | Elena Cecchini       | Italie      | Canyon-SRAM Racing  | + 3 min 55 s    |
| 9e | Kseniya Tuhai        | Biélorussie | BePink              | + 4 min 22 s    |
| 10e | Alena Amialiusik     | Biélorussie | Canyon-SRAM Racing  | + 6 min 00 s    |

| \| Classement général \| Classement général \| Classement général \| Classement général \| Classement général \| \| Coureuse \| Coureuse \| Pays \| Équipe \| Temps \| \| ------------------ \| -------------------- \| ------------------ \| ------------------- \| ------------------ \| \| 1re \| Megan Guarnier \| États-Unis \| Boels Dolmans \| 16 h 50 min 41 s \| \| 2e \| Mara Abbott \| États-Unis \| Wiggle High5 \| + 46 s \| \| 3e \| Evelyn Stevens \| États-Unis \| Boels Dolmans \| + 1 min 03 s \| \| 4e \| Claudia Lichtenberg \| Allemagne \| Lotto Soudal Ladies \| + 1 min 06 s \| \| 5e \| Tatiana Guderzo \| Italie \| Hitec Products \| + 1 min 49 s \| \| 6e \| Anna van der Breggen \| Pays-Bas \| Rabo Liv Women \| + 2 min 18 s \| \| 7e \| Katarzyna Niewiadoma \| Pologne \| Rabo Liv Women \| + 6 min 40 s \| \| 8e \| Kseniya Tuhai \| Biélorussie \| BePink \| + 12 min 11 s \| \| 9e \| Alena Amialiusik \| Biélorussie \| Canyon-SRAM Racing \| + 12 min 33 s \| \| 10e \| Leah Kirchmann \| Canada \| Liv-Plantur \| + 12 min 37 s \| |                      |             |                     |                  |
| |                      |             |                     |                  |
| |                      |             |                     |                  |
| Classement général |                      |             |                     |                  |
| Coureuse | Coureuse             | Pays        | Équipe              | Temps            |
| 1re | Megan Guarnier       | États-Unis  | Boels Dolmans       | 16 h 50 min 41 s |
| 2e | Mara Abbott          | États-Unis  | Wiggle High5        | + 46 s           |
| 3e | Evelyn Stevens       | États-Unis  | Boels Dolmans       | + 1 min 03 s     |
| 4e | Claudia Lichtenberg  | Allemagne   | Lotto Soudal Ladies | + 1 min 06 s     |
| 5e | Tatiana Guderzo      | Italie      | Hitec Products      | + 1 min 49 s     |
| 6e | Anna van der Breggen | Pays-Bas    | Rabo Liv Women      | + 2 min 18 s     |
| 7e | Katarzyna Niewiadoma | Pologne     | Rabo Liv Women      | + 6 min 40 s     |
| 8e | Kseniya Tuhai        | Biélorussie | BePink              | + 12 min 11 s    |
| 9e | Alena Amialiusik     | Biélorussie | Canyon-SRAM Racing  | + 12 min 33 s    |
| 10e | Leah Kirchmann       | Canada      | Liv-Plantur         | + 12 min 37 s    |

### 7eétape
Sur le contre-la-montre, l'Américaine Evelyn Stevens, déjà vainqueur la veille, récidive en devançant Anna van der Breggen de trois secondes et Elisa Longo Borghini de quatre. Evelyn Stevens dit avoir reconnu le parcours le matin et avoir tout donner dans l'ascension. Son soigneur l'a aidé en lui indiquant les virages dans la descente. Elle se sent prête pour les Jeux olympiques. Au classement général, Megan Guarnier conserve son maillot rose. Elle déclare que la course n'est pas terminé même si elle se trouve en bonne position pour remporter le Tour d'Italie. Evelyn Stevens remonte à la deuxième place à trente-quatre secondes. Anna van der Breggen est troisième à quasiment deux minutes de la leader,,,.
| \| Classement de l'étape \| Classement de l'étape \| Classement de l'étape \| Classement de l'étape \| Classement de l'étape \| \| Coureuse \| Coureuse \| Pays \| Équipe \| Temps \| \| --------------------- \| --------------------- \| --------------------- \| --------------------- \| --------------------- \| \| 1re \| Evelyn Stevens \| États-Unis \| Boels Dolmans \| 36 min 21 s \| \| 2e \| Anna van der Breggen \| Pays-Bas \| Rabo Liv Women \| + 3 s \| \| 3e \| Elisa Longo Borghini \| Italie \| Wiggle High5 \| + 4 s \| \| 4e \| Megan Guarnier \| États-Unis \| Boels Dolmans \| + 29 s \| \| 5e \| Katarzyna Niewiadoma \| Pologne \| Rabo Liv Women \| + 37 s \| \| 6e \| Karol-Ann Canuel \| Canada \| Boels Dolmans \| + 1 min 03 s \| \| 7e \| Doris Schweizer \| Suisse \| Cylance \| + 1 min 31 s \| \| 8e \| Leah Kirchmann \| Canada \| Liv-Plantur \| + 1 min 33 s \| \| 9e \| Thalita de Jong \| Pays-Bas \| Rabo Liv Women \| + 1 min 38 s \| \| 10e \| Tatiana Guderzo \| Italie \| Hitec Products \| + 1 min 44 s \| |                      |            |                |              |
| |                      |            |                |              |
| |                      |            |                |              |
| Classement de l'étape |                      |            |                |              |
| Coureuse | Coureuse             | Pays       | Équipe         | Temps        |
| 1re | Evelyn Stevens       | États-Unis | Boels Dolmans  | 36 min 21 s  |
| 2e | Anna van der Breggen | Pays-Bas   | Rabo Liv Women | + 3 s        |
| 3e | Elisa Longo Borghini | Italie     | Wiggle High5   | + 4 s        |
| 4e | Megan Guarnier       | États-Unis | Boels Dolmans  | + 29 s       |
| 5e | Katarzyna Niewiadoma | Pologne    | Rabo Liv Women | + 37 s       |
| 6e | Karol-Ann Canuel     | Canada     | Boels Dolmans  | + 1 min 03 s |
| 7e | Doris Schweizer      | Suisse     | Cylance        | + 1 min 31 s |
| 8e | Leah Kirchmann       | Canada     | Liv-Plantur    | + 1 min 33 s |
| 9e | Thalita de Jong      | Pays-Bas   | Rabo Liv Women | + 1 min 38 s |
| 10e | Tatiana Guderzo      | Italie     | Hitec Products | + 1 min 44 s |

| \| Classement général \| Classement général \| Classement général \| Classement général \| Classement général \| \| Coureuse \| Coureuse \| Pays \| Équipe \| Temps \| \| ------------------ \| -------------------- \| ------------------ \| ------------------- \| ------------------ \| \| 1re \| Megan Guarnier \| États-Unis \| Boels Dolmans \| 17 h 27 min 31 s \| \| 2e \| Evelyn Stevens \| États-Unis \| Boels Dolmans \| + 34 s \| \| 3e \| Anna van der Breggen \| Pays-Bas \| Rabo Liv Women \| + 1 min 53 s \| \| 4e \| Mara Abbott \| États-Unis \| Wiggle High5 \| + 2 min 07 s \| \| 5e \| Claudia Lichtenberg \| Allemagne \| Lotto Soudal Ladies \| + 2 min 33 s \| \| 6e \| Tatiana Guderzo \| Italie \| Hitec Products \| + 3 min 05 s \| \| 7e \| Katarzyna Niewiadoma \| Pologne \| Rabo Liv Women \| + 6 min 48 s \| \| 8e \| Leah Kirchmann \| Canada \| Liv-Plantur \| + 13 min 42 s \| \| 9e \| Alena Amialiusik \| Biélorussie \| Canyon-SRAM Racing \| + 13 min 53 s \| \| 10e \| Kseniya Tuhai \| Biélorussie \| BePink \| + 14 min 45 s \| |                      |             |                     |                  |
| |                      |             |                     |                  |
| |                      |             |                     |                  |
| Classement général |                      |             |                     |                  |
| Coureuse | Coureuse             | Pays        | Équipe              | Temps            |
| 1re | Megan Guarnier       | États-Unis  | Boels Dolmans       | 17 h 27 min 31 s |
| 2e | Evelyn Stevens       | États-Unis  | Boels Dolmans       | + 34 s           |
| 3e | Anna van der Breggen | Pays-Bas    | Rabo Liv Women      | + 1 min 53 s     |
| 4e | Mara Abbott          | États-Unis  | Wiggle High5        | + 2 min 07 s     |
| 5e | Claudia Lichtenberg  | Allemagne   | Lotto Soudal Ladies | + 2 min 33 s     |
| 6e | Tatiana Guderzo      | Italie      | Hitec Products      | + 3 min 05 s     |
| 7e | Katarzyna Niewiadoma | Pologne     | Rabo Liv Women      | + 6 min 48 s     |
| 8e | Leah Kirchmann       | Canada      | Liv-Plantur         | + 13 min 42 s    |
| 9e | Alena Amialiusik     | Biélorussie | Canyon-SRAM Racing  | + 13 min 53 s    |
| 10e | Kseniya Tuhai        | Biélorussie | BePink              | + 14 min 45 s    |

### 8eétape
Une échappée part au bout de quarante kilomètres. Elle est composée de Dalia Muccioli, Malgorzata Jasinska, Lauren Kitchen, Ana Maria Covrig, Anna Ceoloni, Riejanne Markus et Audrey Cordon. Cette échappée se renforce de deux unités dans la côte de Castiglione Olona avec les retours de Lex Albrecht et surtout d'Alena Amialiusik. L'avance maximale est de une minute vingt. À douze kilomètres de l'arrivée, alors que le peloton va faire la jonction, Ana Maria Covrig et Malgorzata Jasinska attaquent. Elles sont finalement reprises à trois kilomètres de la ligne. Au sprint massif, Giorgia Bronzini s'impose devant Marta Bastianelli et Maria Giulia Confalonieri.
| \| Classement de l'étape \| Classement de l'étape \| Classement de l'étape \| Classement de l'étape \| Classement de l'étape \| \| Coureuse \| Coureuse \| Pays \| Équipe \| Temps \| \| --------------------- \| ------------------------- \| --------------------- \| ------------------------------- \| --------------------- \| \| 1re \| Giorgia Bronzini \| Italie \| Wiggle High5 \| 2 h 28 min 48 s \| \| 2e \| Marta Bastianelli \| Italie \| Alé Cipollini \| + 0 s \| \| 3e \| Maria Giulia Confalonieri \| Italie \| Lensworld-Zannata \| + 0 s \| \| 4e \| Michela Pavin \| Italie \| Inpa-Bianchi \| + 0 s \| \| 5e \| Lucinda Brand \| Pays-Bas \| Rabo Liv Women \| + 0 s \| \| 6e \| Roxane Fournier \| France \| Poitou-Charentes.Futuroscope.86 \| + 0 s \| \| 7e \| Ilaria Sanguineti \| Italie \| BePink \| + 0 s \| \| 8e \| Tiffany Cromwell \| Australie \| Canyon-SRAM Racing \| + 0 s \| \| 9e \| Sheyla Gutiérrez \| Espagne \| Cylance \| + 0 s \| \| 10e \| Lauren Kitchen \| Australie \| Hitec Products \| + 0 s \| |                           |           |                                 |                 |
| |                           |           |                                 |                 |
| |                           |           |                                 |                 |
| Classement de l'étape |                           |           |                                 |                 |
| Coureuse | Coureuse                  | Pays      | Équipe                          | Temps           |
| 1re | Giorgia Bronzini          | Italie    | Wiggle High5                    | 2 h 28 min 48 s |
| 2e | Marta Bastianelli         | Italie    | Alé Cipollini                   | + 0 s           |
| 3e | Maria Giulia Confalonieri | Italie    | Lensworld-Zannata               | + 0 s           |
| 4e | Michela Pavin             | Italie    | Inpa-Bianchi                    | + 0 s           |
| 5e | Lucinda Brand             | Pays-Bas  | Rabo Liv Women                  | + 0 s           |
| 6e | Roxane Fournier           | France    | Poitou-Charentes.Futuroscope.86 | + 0 s           |
| 7e | Ilaria Sanguineti         | Italie    | BePink                          | + 0 s           |
| 8e | Tiffany Cromwell          | Australie | Canyon-SRAM Racing              | + 0 s           |
| 9e | Sheyla Gutiérrez          | Espagne   | Cylance                         | + 0 s           |
| 10e | Lauren Kitchen            | Australie | Hitec Products                  | + 0 s           |

| \| Classement général \| Classement général \| Classement général \| Classement général \| Classement général \| \| Coureuse \| Coureuse \| Pays \| Équipe \| Temps \| \| ------------------ \| -------------------- \| ------------------ \| ------------------- \| ------------------ \| \| 1re \| Megan Guarnier \| États-Unis \| Boels Dolmans \| 19 h 56 min 19 s \| \| 2e \| Evelyn Stevens \| États-Unis \| Boels Dolmans \| + 34 s \| \| 3e \| Anna van der Breggen \| Pays-Bas \| Rabo Liv Women \| + 1 min 53 s \| \| 4e \| Mara Abbott \| États-Unis \| Wiggle High5 \| + 2 min 07 s \| \| 5e \| Claudia Lichtenberg \| Allemagne \| Lotto Soudal Ladies \| + 2 min 33 s \| \| 6e \| Tatiana Guderzo \| Italie \| Hitec Products \| + 3 min 05 s \| \| 7e \| Katarzyna Niewiadoma \| Pologne \| Rabo Liv Women \| + 6 min 48 s \| \| 8e \| Leah Kirchmann \| Canada \| Liv-Plantur \| + 13 min 42 s \| \| 9e \| Alena Amialiusik \| Biélorussie \| Canyon-SRAM Racing \| + 13 min 53 s \| \| 10e \| Kseniya Tuhai \| Biélorussie \| BePink \| + 14 min 45 s \| |                      |             |                     |                  |
| |                      |             |                     |                  |
| |                      |             |                     |                  |
| Classement général |                      |             |                     |                  |
| Coureuse | Coureuse             | Pays        | Équipe              | Temps            |
| 1re | Megan Guarnier       | États-Unis  | Boels Dolmans       | 19 h 56 min 19 s |
| 2e | Evelyn Stevens       | États-Unis  | Boels Dolmans       | + 34 s           |
| 3e | Anna van der Breggen | Pays-Bas    | Rabo Liv Women      | + 1 min 53 s     |
| 4e | Mara Abbott          | États-Unis  | Wiggle High5        | + 2 min 07 s     |
| 5e | Claudia Lichtenberg  | Allemagne   | Lotto Soudal Ladies | + 2 min 33 s     |
| 6e | Tatiana Guderzo      | Italie      | Hitec Products      | + 3 min 05 s     |
| 7e | Katarzyna Niewiadoma | Pologne     | Rabo Liv Women      | + 6 min 48 s     |
| 8e | Leah Kirchmann       | Canada      | Liv-Plantur         | + 13 min 42 s    |
| 9e | Alena Amialiusik     | Biélorussie | Canyon-SRAM Racing  | + 13 min 53 s    |
| 10e | Kseniya Tuhai        | Biélorussie | BePink              | + 14 min 45 s    |

### 9eétape
Un groupe de neuf coureuses s'extrait du peloton en début d'étape. Il comprend : Mayuko Hagiwara, Sheyla Gutierrez Ruiz, Lauren Kitchen, Thalita de Jong, Charlotte Bravard, Ingrid Drexel, Maria Giulia Confalonieri, Ane Santesteban Gonzalez et Riejanne Markus. Le groupe compte jusqu'à cinq minutes d'avance et aborde la côte dans le final avec trois minutes trente d'écart. Thalita de Jong attaque dans la pente et passe au sommet avec six secondes d'avantage. Elle gagne en solitaire en consolidant cette avance. Ses poursuivantes, réduites à cinq, se disputent la deuxième place au sprint. Riejanne Markus se montre la plus rapide, devant Maria Giulia Confalonieri, une nouvelle fois sur le podium. Au classement général, Claudia Lichtenberg gagne une place en dépassant Mara Abbott et devient donc quatrième. Megan Guarnier remporte pour la première fois le Tour d'Italie.
| \| Classement de l'étape \| Classement de l'étape \| Classement de l'étape \| Classement de l'étape \| Classement de l'étape \| \| Coureuse \| Coureuse \| Pays \| Équipe \| Temps \| \| --------------------- \| ------------------------- \| --------------------- \| --------------------- \| --------------------- \| \| 1re \| Thalita de Jong \| Pays-Bas \| Rabo Liv Women \| 2 h 44 min 24 s \| \| 2e \| Riejanne Markus \| Pays-Bas \| Liv-Plantur \| + 1 min 05 s \| \| 3e \| Maria Giulia Confalonieri \| Italie \| Lensworld-Zannata \| + 1 min 05 s \| \| 4e \| Íngrid Drexel \| Mexique \| Astana Women's Team \| + 1 min 05 s \| \| 5e \| Ane Santesteban \| Espagne \| Alé Cipollini \| + 1 min 05 s \| \| 6e \| Mayuko Hagiwara \| Japon \| Wiggle High5 \| + 1 min 05 s \| \| 7e \| Sheyla Gutiérrez \| Espagne \| Cylance \| + 1 min 54 s \| \| 8e \| Katarzyna Niewiadoma \| Pologne \| Rabo Liv Women \| + 1 min 57 s \| \| 9e \| Megan Guarnier \| États-Unis \| Boels Dolmans \| + 1 min 57 s \| \| 10e \| Anna van der Breggen \| Pays-Bas \| Rabo Liv Women \| + 1 min 57 s \| |                           |            |                     |                 |
| |                           |            |                     |                 |
| |                           |            |                     |                 |
| Classement de l'étape |                           |            |                     |                 |
| Coureuse | Coureuse                  | Pays       | Équipe              | Temps           |
| 1re | Thalita de Jong           | Pays-Bas   | Rabo Liv Women      | 2 h 44 min 24 s |
| 2e | Riejanne Markus           | Pays-Bas   | Liv-Plantur         | + 1 min 05 s    |
| 3e | Maria Giulia Confalonieri | Italie     | Lensworld-Zannata   | + 1 min 05 s    |
| 4e | Íngrid Drexel             | Mexique    | Astana Women's Team | + 1 min 05 s    |
| 5e | Ane Santesteban           | Espagne    | Alé Cipollini       | + 1 min 05 s    |
| 6e | Mayuko Hagiwara           | Japon      | Wiggle High5        | + 1 min 05 s    |
| 7e | Sheyla Gutiérrez          | Espagne    | Cylance             | + 1 min 54 s    |
| 8e | Katarzyna Niewiadoma      | Pologne    | Rabo Liv Women      | + 1 min 57 s    |
| 9e | Megan Guarnier            | États-Unis | Boels Dolmans       | + 1 min 57 s    |
| 10e | Anna van der Breggen      | Pays-Bas   | Rabo Liv Women      | + 1 min 57 s    |

## Classement général final
| \| Classement général \| Classement général \| Classement général \| Classement général \| Classement général \| \| Coureuse \| Coureuse \| Pays \| Équipe \| Temps \| \| ------------------ \| -------------------- \| ------------------ \| ------------------- \| ------------------ \| \| 1re \| Megan Guarnier \| États-Unis \| Boels Dolmans \| 22 h 42 min 40 s \| \| 2e \| Evelyn Stevens \| États-Unis \| Boels Dolmans \| + 34 s \| \| 3e \| Anna van der Breggen \| Pays-Bas \| Rabo Liv Women \| + 1 min 53 s \| \| 4e \| Claudia Lichtenberg \| Allemagne \| Lotto Soudal Ladies \| + 2 min 33 s \| \| 5e \| Mara Abbott \| États-Unis \| Wiggle High5 \| + 2 min 38 s \| \| 6e \| Tatiana Guderzo \| Italie \| Hitec Products \| + 3 min 05 s \| \| 7e \| Katarzyna Niewiadoma \| Pologne \| Rabo Liv Women \| + 6 min 48 s \| \| 8e \| Leah Kirchmann \| Canada \| Liv-Plantur \| + 15 min 17 s \| \| 9e \| Alena Amialiusik \| Biélorussie \| Canyon-SRAM Racing \| + 16 min 18 s \| \| 10e \| Kseniya Tuhai \| Biélorussie \| BePink \| + 16 min 20 s \| |                      |             |                     |                  |
| |                      |             |                     |                  |
| |                      |             |                     |                  |
| Classement général |                      |             |                     |                  |
| Coureuse | Coureuse             | Pays        | Équipe              | Temps            |
| 1re | Megan Guarnier       | États-Unis  | Boels Dolmans       | 22 h 42 min 40 s |
| 2e | Evelyn Stevens       | États-Unis  | Boels Dolmans       | + 34 s           |
| 3e | Anna van der Breggen | Pays-Bas    | Rabo Liv Women      | + 1 min 53 s     |
| 4e | Claudia Lichtenberg  | Allemagne   | Lotto Soudal Ladies | + 2 min 33 s     |
| 5e | Mara Abbott          | États-Unis  | Wiggle High5        | + 2 min 38 s     |
| 6e | Tatiana Guderzo      | Italie      | Hitec Products      | + 3 min 05 s     |
| 7e | Katarzyna Niewiadoma | Pologne     | Rabo Liv Women      | + 6 min 48 s     |
| 8e | Leah Kirchmann       | Canada      | Liv-Plantur         | + 15 min 17 s    |
| 9e | Alena Amialiusik     | Biélorussie | Canyon-SRAM Racing  | + 16 min 18 s    |
| 10e | Kseniya Tuhai        | Biélorussie | BePink              | + 16 min 20 s    |

### Classements annexes
| Classement par points | Classement par points | Classement par points | Classement par points | Classement par points |
| --------------------- | --------------------- | --------------------- | --------------------- | --------------------- |
|                       | Coureur               | Pays                  | Équipe                | Point(s)              |
| 1er                   | Megan Guarnier        | États-Unis            | Boels Dolmans         | 60 points             |
| 2e                    | Evelyn Stevens        | États-Unis            | Rabo Liv Women        | 52 pts                |
| 3e                    | Giorgia Bronzini      | Italie                | Wiggle High5          | 40 pts                |
| modifier              |                       |                       |                       |                       |

| Classement de la montagne | Classement de la montagne | Classement de la montagne | Classement de la montagne | Classement de la montagne |
| ------------------------- | ------------------------- | ------------------------- | ------------------------- | ------------------------- |
|                           | Coureur                   | Pays                      | Équipe                    | Point(s)                  |
| 1er                       | Elisa Longo Borghini      | Italie                    | Wiggle High5              | 42 points                 |
| 2e                        | Mara Abbott               | États-Unis                | Wiggle High5              | 35 pts                    |
| 3e                        | Evelyn Stevens            | États-Unis                | Boels Dolmans             | 34 pts                    |
| modifier                  |                           |                           |                           |                           |

| Classement de la meilleure jeune | Classement de la meilleure jeune | Classement de la meilleure jeune | Classement de la meilleure jeune | Classement de la meilleure jeune |
|                                  | Coureur                          | Pays                             | Équipe                           | Temps                            |
| -------------------------------- | -------------------------------- | -------------------------------- | -------------------------------- | -------------------------------- |
| 1er                              | Katarzyna Niewiadoma             | Pologne                          | Rabo Liv Women                   | en 22 h 49 min 28 s              |
| 2e                               | Kseniya Tuhai                    | Biélorussie                      | Bepink                           | + 9 min 32 s                     |
| 3e                               | Alice Maria Arzuffi              | Italie                           | Lensworld-Zannata                | + 20 min 44 s                    |
| modifier                         |                                  |                                  |                                  |                                  |

| Classement de la meilleure Italienne | Classement de la meilleure Italienne | Classement de la meilleure Italienne | Classement de la meilleure Italienne | Classement de la meilleure Italienne |
|                                      | Coureur                              | Pays                                 | Équipe                               | Temps                                |
| ------------------------------------ | ------------------------------------ | ------------------------------------ | ------------------------------------ | ------------------------------------ |
| 1er                                  | Tatiana Guderzo                      | Italie                               | Hitec                                | en 22 h 45 min 45 s                  |
| 2e                                   | Elisa Longo Borghini                 | Italie                               | Wiggle High5                         | + 13 min 34 s                        |
| 3e                                   | Alice Maria Arzuffi                  | Italie                               | Lensworld-Zannata                    | + 24 min 37 s                        |
| modifier                             |                                      |                                      |                                      |                                      |

## Évolution des classements
| Étape              | Vainqueur          | Classement général | Classement par point | Classement de la montagne | Classement de la meilleure jeune | Classement de la meilleure italienne |
| ------------------ | ------------------ | ------------------ | -------------------- | ------------------------- | -------------------------------- | ------------------------------------ |
| P                  | Leah Kirchmann     | Leah Kirchmann     | Leah Kirchmann       | Non attribué              | Katarzyna Niewiadoma             | Barbara Guarischi                    |
| 1                  | Giorgia Bronzini   | Megan Guarnier     | Megan Guarnier       | Elisa Longo Borghini      | Katarzyna Niewiadoma             | Giorgia Bronzini                     |
| 2                  | Evelyn Stevens     | Evelyn Stevens     | Megan Guarnier       | Evelyn Stevens            | Katarzyna Niewiadoma             | Elisa Longo Borghini                 |
| 3                  | Chloe Hosking      | Evelyn Stevens     | Megan Guarnier       | Elisa Longo Borghini      | Katarzyna Niewiadoma             | Elisa Longo Borghini                 |
| 4                  | Tiffany Cromwell   | Evelyn Stevens     | Megan Guarnier       | Elisa Longo Borghini      | Katarzyna Niewiadoma             | Elisa Longo Borghini                 |
| 5                  | Mara Abbott        | Mara Abbott        | Megan Guarnier       | Elisa Longo Borghini      | Katarzyna Niewiadoma             | Elisa Longo Borghini                 |
| 6                  | Evelyn Stevens     | Megan Guarnier     | Megan Guarnier       | Elisa Longo Borghini      | Katarzyna Niewiadoma             | Tatiana Guderzo                      |
| 7 (clm)            | Evelyn Stevens     | Megan Guarnier     | Megan Guarnier       | Elisa Longo Borghini      | Katarzyna Niewiadoma             | Tatiana Guderzo                      |
| 8                  | Giorgia Bronzini   | Megan Guarnier     | Megan Guarnier       | Elisa Longo Borghini      | Katarzyna Niewiadoma             | Tatiana Guderzo                      |
| 9                  | Thalita de Jong    | Megan Guarnier     | Megan Guarnier       | Elisa Longo Borghini      | Katarzyna Niewiadoma             | Tatiana Guderzo                      |
| Classements finals | Classements finals | Megan Guarnier     | Megan Guarnier       | Elisa Longo Borghini      | Katarzyna Niewiadoma             | Tatiana Guderzo                      |

## Diffusions et audiences
La course est diffusée par la RAI.
La 3e étape a été vue par 8,8 % de téléspectateurs avec un pic d'un million de téléspectateurs.

## Bilan
L'équipe Boels Dolmans réalise un très bon Tour d'Italie en gagnant trois étapes, la première et la deuxième place du classement final ainsi que le classement par points. L'équipe Wiggle High5 remporte quatre étapes dont trois au sprint. Mara Abbott finit à la cinquième place du classement général et Elisa Longo Borghini s'impose au classement de la montagne. Rabo Liv Women est certes en retrait par rapport à l'année précédente, elle n'en rapporte pas moins un succès d'étape, le maillot de la meilleure jeune et une place sur le podium pour Anna van der Breggen. Enfin les équipes Canyon-SRAM et Liv-Plantur gagnent chacune une étape.

## Liste des participantes

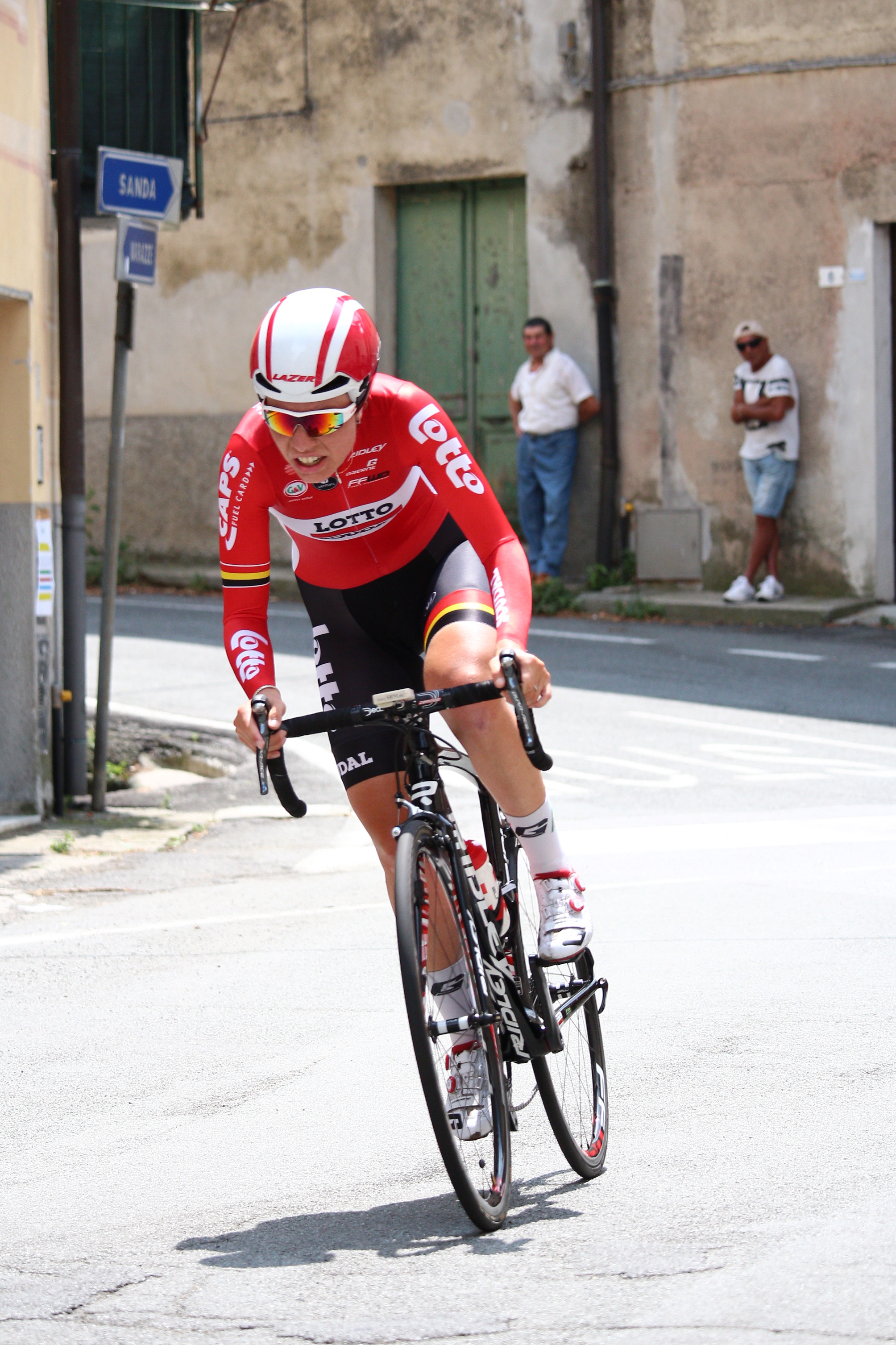
Susanna Zorzi pendant la 7e étape du Giro Rosa 2016 à Stella San Martino.

| Légende                             | Légende | Légende                                | Légende |
| ----------------------------------- | --- | -------------------------------------- | --- |
| Num                                 | Dossard de départ porté par la coureuse sur ce Tour d'Italie féminin                                             | Pos                                    | Position finale au classement général                                                                         |
| Leader du classement général        | Indique la vainqueur du classement général                                                                       | Leader du classement des sprints       | Indique la vainqueur du classement par points                                                                 |
| Leader du classement de la montagne | Indique la vainqueur du classement de la montagne                                                                | Leader du classement du meilleur jeune | Indique la vainqueur du classement de la meilleure jeune                                                      |
|                                     | Indique un maillot de champion national ou mondial, suivi de sa spécialité                                       | Leader du classement par points        | Indique la vainqueur du classement de la meilleure italienne                                                  |
| #                                   | Indique la meilleure équipe                                                                                      | NP                                     | Indique une coureuse qui n'a pas pris le départ d'une étape, suivi du numéro de l'étape où elle s'est retirée |
| AB                                  | Indique une coureuse qui n'a pas terminé une étape, suivi du numéro de l'étape où elle s'est retirée             | HD                                     | Indique une coureuse qui a terminé une étape hors des délais, suivi du numéro de l'étape                      |
| *                                   | Indique une coureuse en lice pour le classement de la meilleure jeune (coureuses nées après le 1er janvier 1993) |                                        | |

| Rabo Liv Women RBW | Rabo Liv Women RBW                  | Rabo Liv Women RBW |
| ------------------ | ----------------------------------- | ------------------ |
| Num                | Coureur                             | Pos                |
| 1                  | Anna van der Breggen (NED)          | 3e                 |
| 2                  | Shara Gillow (AUS)                  | 27e                |
| 3                  | Katarzyna Niewiadoma* (POL) (route) | 7e                 |
| 4                  | Lucinda Brand (NED) 62e             |                    |
| 5                  | Roxane Knetemann (NED)              | 55e                |
| 6                  | Thalita de Jong (NED)               | 19e                |

| Canyon-SRAM Racing LPR | Canyon-SRAM Racing LPR       | Canyon-SRAM Racing LPR |
| ---------------------- | ---------------------------- | ---------------------- |
| Num                    | Coureur                      | Pos                    |
| 11                     | Elena Cecchini (ITA) (route) | NP-8                   |
| 12                     | Alena Amialiusik (BLR)       | 9e                     |
| 13                     | Alexis Ryan* (USA)           | 65e                    |
| 14                     | Tiffany Cromwell (AUS )      | 35e                    |
| 15                     | Barbara Guarischi (ITA )     | AB-9                   |
| 16                     | Trixi Worrack (GER)          | NP-5                   |

| Aromitalia Vaiano VAI | Aromitalia Vaiano VAI     | Aromitalia Vaiano VAI |
| --------------------- | ------------------------- | --------------------- |
| Num                   | Coureur                   | Pos                   |
| 21                    | Nicole Nesti* (ITA)       | 32e                   |
| 22                    | Beatrice Bartelloni (ITA) | 95e                   |
| 23                    | Alessia Bulleri (ITA)     | 108e                  |
| 24                    | Elena Franchi* (ITA)      | 91e                   |
| 25                    | Rasa Leleivytė (LTU)      | 20e                   |
| 26                    | Alessia Martini (ITA)     | 113e                  |

| Astana Women's ASA | Astana Women's ASA                 | Astana Women's ASA |
| ------------------ | ---------------------------------- | ------------------ |
| Num                | Coureur                            | Pos                |
| 31                 | Sofia Beggin* (ITA)                | 86e                |
| 32                 | Sofia Bertizzolo* (ITA)            | 49e                |
| 33                 | Ingrid Drexel (MEX)                | 30e                |
| 34                 | Arianna Fidanza* (ITA)             | NP-5               |
| 35                 | Carolina Rodriguez Gutierrez (MEX) | 29e                |
| 36                 | Natalya Saifutdinova (KAZ) (route) | 78e                |

| Bepink BPK | Bepink BPK               | Bepink BPK |
| ---------- | ------------------------ | ---------- |
| Num        | Coureur                  | Pos        |
| 41         | Amber Neben (USA)        | NP-8       |
| 42         | Lex Albrecht (CAN)       | 40e        |
| 43         | Ilaria Sanguineti* (ITA) | 83e        |
| 44         | Tereza Medvedova* (SVK)  | 92e        |
| 45         | Kseniya Tuhai* (BLR)     | 10e        |
| 46         | Silvia Valsecchi (ITA)   | 71e        |

| Bizkaia - Durango BPD | Bizkaia - Durango BPD                   | Bizkaia - Durango BPD |
| --------------------- | --------------------------------------- | --------------------- |
| Num                   | Coureur                                 | Pos                   |
| 51                    | Lise Olivier (RSA)                      | 102e                  |
| 52                    | Kimberley Le Court de Billot* (MRI)     | AB-1                  |
| 53                    | Roos Hoogeboom (NED)                    | 90e                   |
| 54                    | Margarita Victoria Garcia (ESP) (route) | 16e                   |
| 55                    | Lourdes Oyarbide Jimenez* (ESP)         | 101e                  |
| 56                    | Lierni Lekuona Etxebeste* (ESP)         | 109e                  |

| BTC City Ljubljana BTC | BTC City Ljubljana BTC        | BTC City Ljubljana BTC |
| ---------------------- | ----------------------------- | ---------------------- |
| Num                    | Coureur                       | Pos                    |
| 61                     | Mia Radotic (CRO) (route)     | 103e                   |
| 62                     | Eugenia Bujak (POL)           | NP-6                   |
| 63                     | Polona Batagelj (SLO) (route) | 22e                    |
| 64                     | Ursa Pintar (SLO)             | 54e                    |
| 65                     | Olena Pavlukhina (AZE)        | 47e                    |
| 66                     | Martina Ritter (AUT)          | 23e                    |

| Alé Cipollini ALE | Alé Cipollini ALE              | Alé Cipollini ALE |
| ----------------- | ------------------------------ | ----------------- |
| Num               | Coureur                        | Pos               |
| 71                | Marta Bastianelli (ITA)        | 79e               |
| 72                | Małgorzata Jasińska (POL)      | 18e               |
| 73                | Dalia Muccioli (ITA)           | 68e               |
| 74                | Ane Santesteban Gonzalez (ESP) | 24e               |
| 75                | Marta Tagliaferro (ITA)        | 84e               |
| 76                | Anna Trevisi (ITA)             | NP-4              |

| Cylance CPC | Cylance CPC                   | Cylance CPC |
| ----------- | ----------------------------- | ----------- |
| Num         | Coureur                       | Pos         |
| 81          | Doris Schweizer (SUI) (route) | 14e         |
| 82          | Valentina Scandolara (ITA)    | NP-5        |
| 83          | Rossella Ratto* (ITA )        | NP-5        |
| 84          | Kristabel Doebel-Hickok (USA) | 31e         |
| 85          | Sheyla Gutierrez Ruiz* (ESP)  | 73e         |

| Hagens Berman-Supermint HBS | Hagens Berman-Supermint HBS | Hagens Berman-Supermint HBS |
| --------------------------- | --------------------------- | --------------------------- |
| Num                         | Coureur                     | Pos                         |
| 91                          | Scotti Lechuga (USA)        | AB-6                        |
| 92                          | Liza Rachetto (USA)         | 104e                        |
| 93                          | Jessica Uebelhart (SUI)     | 111e                        |
| 94                          | Yevgeniya Vysotska (UKR)    | 13e                         |
| 95                          | Carmela Cipriani* (ITA)     | 94e                         |
| 96                          | Eri Yonamine (JPN) (route)  | 25e                         |

| Hitec Products HPU | Hitec Products HPU      | Hitec Products HPU |
| ------------------ | ----------------------- | ------------------ |
| Num                | Coureur                 | Pos                |
| 101                | Tatiana Guderzo ( ITA)  | 6e                 |
| 102                | Simona Frapporti ( ITA) | AB-9               |
| 103                | Ingrid Lorvik ( NOR)    | 52e                |
| 104                | Charlotte Becker ( GER) | AB-5               |
| 105                | Lauren Kitchen ( AUS)   | 70e                |
| 106                | Thea Thorsen ( NOR)     | 110e               |

| Boels Dolmans DLT | Boels Dolmans DLT                  | Boels Dolmans DLT |
| ----------------- | ---------------------------------- | ----------------- |
| Num               | Coureur                            | Pos               |
| 111               | Elizabeth Armitstead (GBR) (route) | NP-7              |
| 112               | Megan Guarnier (USA) (route)       | 1re               |
| 113               | Evelyn Stevens (USA)               | 2e                |
| 114               | Karol-Ann Canuel (CAN)             | 15e               |
| 115               | Amalie Dideriksen* (DEN)           | 37e               |
| 116               | Christine Majerus (LUX) (route)    | NP-5              |

| Inpa Bianchi ISG | Inpa Bianchi ISG                | Inpa Bianchi ISG |
| ---------------- | ------------------------------- | ---------------- |
| Num              | Coureur                         | Pos              |
| 121              | Tetiana Riabchenko (UKR)        | 12e              |
| 122              | Daiva Tuslaite (LTU)            | 51e              |
| 123              | Anna Zita Maria Stricker* (ITA) | 75e              |
| 124              | Lara Vieceli (ITA)              | 57e              |
| 125              | Ana Maria Covrig* (ROM)         | 21e              |
| 126              | Michela Pavin* (ITA)            | 93e              |

| Lensworld-Zannata-Etixx LZE | Lensworld-Zannata-Etixx LZE     | Lensworld-Zannata-Etixx LZE |
| --------------------------- | ------------------------------- | --------------------------- |
| Num                         | Coureur                         | Pos                         |
| 131                         | Alice Maria Arzuffi* (ITA)      | 17e                         |
| 132                         | Maria Giulia Confalonieri (ITA) | 46e                         |
| 133                         | Annelies Dom (BEL)              | 87e                         |
| 134                         | Nina Kessler (NED)              | 98e                         |
| 135                         | Oxana Kozonchuk (RUS)           | NP-4                        |
| 136                         | Kim De Baat (BEL)               | 99e                         |

| Lointek LTK | Lointek LTK                  | Lointek LTK |
| ----------- | ---------------------------- | ----------- |
| Num         | Coureur                      | Pos         |
| 141         | Anna Ramirez Bauxel (ESP)    | 53e         |
| 142         | Rocio del Alba Garcia* (ESP) | 59e         |
| 143         | Eider Merino* (ESP)          | 34e         |
| 144         | Alicia Gonzalez* (ESP)       | 64e         |
| 145         | Lucia Gonzalez (ESP)         | 72e         |
| 146         | Gloria Rodriguez (ESP)       | 106e        |

| Lotto Soudal LBL | Lotto Soudal LBL          | Lotto Soudal LBL |
| ---------------- | ------------------------- | ---------------- |
| Num              | Coureur                   | Pos              |
| 151              | Claudia Lichtenberg (GER) | 4e               |
| 152              | Emma Pooley (GBR)         | NP-8             |
| 153              | Sofie De Vuyst (BEL)      | 48e              |
| 154              | Anisha Vekemans (BEL)     | NP-8             |
| 155              | Susanna Zorzi (ITA)       | 43e              |
| 156              | An-Li Kachelhoffer (RSA)  | 58e              |

| Poitou Charentes Futuroscope 86 FUT | Poitou Charentes Futuroscope 86 FUT | Poitou Charentes Futuroscope 86 FUT |
| ----------------------------------- | ----------------------------------- | ----------------------------------- |
| Num                                 | Coureur                             | Pos                                 |
| 161                                 | Aude Biannic (FRA)                  | 80e                                 |
| 162                                 | Amélie Rivat (FRA)                  | 26e                                 |
| 163                                 | Annabelle Dreville* (FRA)           | 82e                                 |
| 164                                 | Séverine Eraud* (FRA)               | 60e                                 |
| 165                                 | Roxane Fournier (FRA)               | 96e                                 |
| 166                                 | Charlotte Bravard (FRA)             | 69e                                 |

| SC Michela Fanini Rox MIC | SC Michela Fanini Rox MIC | SC Michela Fanini Rox MIC |
| ------------------------- | ------------------------- | ------------------------- |
| Num                       | Coureur                   | Pos                       |
| 171                       | Federica Nicolai* (ITA)   | 112e                      |
| 172                       | Laura Lozano (COL)        | AB-6                      |
| 173                       | Monika Kiraly (HUN)       | 38e                       |
| 174                       | Michela Balducci* (ITA)   | HD-7                      |
| 175                       | Francesca Balducci* (ITA) | 97e                       |
| 176                       | Nina Gulino (ITA)         | AB-3                      |

| Servetto Footon SEF | Servetto Footon SEF       | Servetto Footon SEF |
| ------------------- | ------------------------- | ------------------- |
| Num                 | Coureur                   | Pos                 |
| 181                 | Katia Ragusa* (ITA)       | 76e                 |
| 182                 | Ting Ying Huang (CHN)     | 74e                 |
| 183                 | Anna Potokina (RUS)       | 56e                 |
| 184                 | Anna Ceoloni (ITA)        | 67e                 |
| 185                 | Ana Paula Polegatch (SUI) | 81e                 |
| 186                 | Abby-Mae Parkinson* (SUI) | 61e                 |

| Liv-Plantur TLP | Liv-Plantur TLP        | Liv-Plantur TLP |
| --------------- | ---------------------- | --------------- |
| Num             | Coureur                | Pos             |
| 191             | Riejanne Markus* (NED) | 66e             |
| 192             | Leah Kirchmann (CAN)   | 8e              |
| 193             | Molly Weaver* (GBR)    | 39e             |
| 194             | Carlee Taylor (AUS )   | 28e             |
| 195             | Rozanne Slik (NED )    | 50e             |
| 196             | Julia Soek (NED )      | 85e             |

| Top Girls Fassa Bortolo TOG | Top Girls Fassa Bortolo TOG | Top Girls Fassa Bortolo TOG |
| --------------------------- | --------------------------- | --------------------------- |
| Num                         | Coureur                     | Pos                         |
| 201                         | Irene Bitto (ITA)           | 42e                         |
| 202                         | Nicole Dal Santo* (ITA)     | 89e                         |
| 202                         | Elena Leonardi* (ITA)       | 100e                        |
| 204                         | Asja Paladin* (ITA)         | 45e                         |
| 205                         | Soraya Paladin (ITA)        | 33e                         |
| 206                         | Nadia Quagliotto* (ITA)     | 77e                         |

| Wiggle High5 WHT | Wiggle High5 WHT            | Wiggle High5 WHT |
| ---------------- | --------------------------- | ---------------- |
| Num              | Coureur                     | Pos              |
| 211              | Elisa Longo Borghini (ITA ) | 11e              |
| 212              | Giorgia Bronzini (ITA )     | 41e              |
| 213              | Mara Abbott (USA )          | 5e               |
| 214              | Audrey Cordon (FRA )        | 44e              |
| 215              | Mayuko Hagiwara (JPN )      | 36e              |
| 216              | Chloe Hosking (AUS )        | 105e             |

| Xirayas de San Luis XSL | Xirayas de San Luis XSL            | Xirayas de San Luis XSL |
| ----------------------- | ---------------------------------- | ----------------------- |
| Num                     | Coureur                            | Pos                     |
| 221                     | Maria Carla Alvarez (ARG)          | AB-4                    |
| 222                     | Estefania Pilz (ARG)               | 63e                     |
| 223                     | Valeria Pintos (ARG)               | 107e                    |
| 224                     | Alicia Claudia Reynoso Pueyo (ARG) | AB-2                    |
| 225                     | Antonella Leonardi (ARG)           | AB-2                    |
| 226                     | Paola Muñoz (CHI)                  | 88e                     |

Sources,.